# Олександрія
Олександрі́я (колишні назви — Усівка (Усиківка), Бечея (Беча), Олександрійськ) — місто у Кіровоградській області України, адміністративний центр Олександрійської міської громади та Олександрійського району.

## Назва
- 1740-і—1758 — Усівка або Усиківка.
- 1758—1784 — Бечея.
- 1784—1795 — Олександрійськ, згодом Олександрія.
- 1795—1806 — Усівка.
- з 1806 — Олександрія.

## Географія
Місто розташоване на сході області, за 75 км на північний схід від обласного центру.
Південною околицею міста проходить автошлях E50 (Брест — Махачкала). Із півночі до нього примикає E584 (Полтава — Слобозія). Олександрією протікають дві річки  та балка — Інгулець, Березівка та Яр Сторожовий. Березівка впадає в Інгулець на території міста.

### Рельєф
Олександрія розташована на Придніпровській височині з загальним нахилом території з північного заходу на південний схід. Рельєф являє собою здебільшого плато, або підвищену хвилясту рівнину розчленовану густою мережею річкових долин і балок, а також ярів. У балках, що простягаються з заходу на схід, південні схили пологі, а північні крутіші, дуже вкриті ярами, у таких місцях відкриваються древні докембрійські породи.
Середня висота плато близько 200 м над рівнем моря. Проте спостерігається значна різниця абсолютних висот. Оточують місто з трьох сторін висоти, які мають відмітки 136 м — 142 м. Саме на них розташовані основні промислові зони міста.

### Клімат
Клімат помірно континентальний. Літо тривале та спекотне, зима коротка, малосніжна. Опади за рік розподіляються нерівномірно, за літній період випадає кількість опадів 336 мм, за холодний — 177 мм.
Через Олександрію з південного заходу на північний схід проходить вісь високого атмосферного тиску що розділяє область на дві частини панування різних повітряних мас — північно-західну (лісостеп), вологі маси з Атлантики і північно-східну (степ), континентальні маси з Азії і зумовлює різноманітність фізико-географічних умов регіону.
У зимові місяці переважають північні та північно-східні вітри. Влітку господарюють вітри північні та північно-західні.
Циклони (середземноморські, атлантичні та ін.) і антициклони (сибірські, східні континентальні та ін.), часто призводять до різких похолодань влітку і відлиг взимку. Такі кліматичні умови зумовлюють дуже мінливу погоду, особливо зимою.
Середньорічна температура повітря в Олександрії +7,3…+7,8 °C. Переважають вітри північні, північно-західні і північно-східні. Середньорічна швидкість вітру становить 3,9 м/с, вологість повітря 61—65 % (максимальна в грудні — 84—86 %, мінімальна в серпні — 43—48 %). Безморозний період триває 246—255 днів, а вегетаційний становить 207—215 днів.
Літній період — 114—130 днів. Температура самого теплого місяця (липня) становить +20,2…+21,2 °C, максимальна +39 °C.
Зима триває 110—119 днів. Середня температура самого холодного місяця (лютого) становить −5,7…−6,1 °C, максимально низька — −35 °C.

### Гідрологія

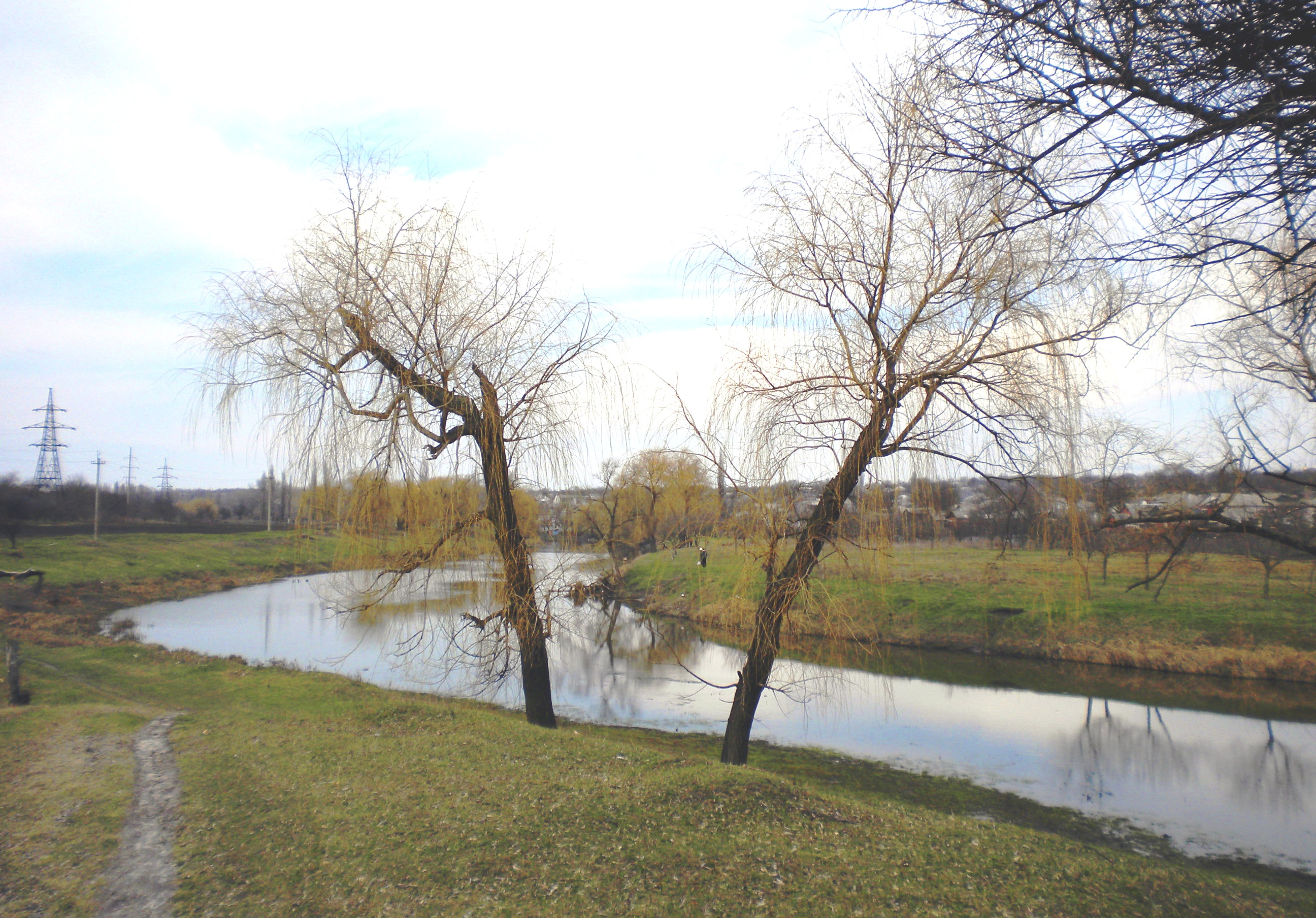
Річка Інгулець в Олександрії

Річка Березівка

Стік річок характеризується великою мінливістю в різні пори року через залежність від атмосферних опадів. Велику роль відіграє снігове живлення, тому близько 70 % стоку припадає на березень — травень, через танення снігів і весняні зливи, на червень — серпень — 10 %, на осінній сезон близько 5 %, на зимовий період 15 %, велику роль відіграє також підземне живлення.
Олександрія перебуває у зоні нестійкого зволоження. Середньорічна кількість опадів становить 510—530 мм. Нерівномірно опади розподіляються за порами року. Мінімум їх припадає на зимові місяці — 14—18 %, максимум на літо — 40 %. За теплий період року випадає 70 % атмосферних опадів, за холодний період — 30 %.
До поверхневих вод міста належать річки Інгулець, Бешка, Березівка, Войнівське водосховище на річці Інгулець, ставки, затоплені відпрацьовані кар'єри і буровугільні розрізи.

### Геологічна будова
В основі геологічної будови залягають докембрійські кристалічні породи, вік переважної більшості яких сягає за мільярд років. Ці кристалічні породи часто виходять на поверхню. На берегах річок, у межах нашого краю виявлені гнейси, граніти, кварцити, різноманітні піски, глини та суглинки; часто на глибині до 70 м залягають шари бурого вугілля, що сприяє розвитку гірничої справи.

## Природа
Природно-кліматичні умови Олександрії сприятливі для вирощування озимої пшениці, кукурудзи, цукрових буряків, картоплі та інших культур, а також садівництва й овочівництва.

### Рослинність
Лісова рослинність міста — дуб, клен польовий, клен гостролистий, акація, тополя, ясен, калина, верба. На території міста знаходиться два лісових масиви: Звенигородський лісовий масив загальною площею 287 га і лісовий масив біля Будинку ветеранів загальною площею 83 га. Площа загальних насаджень становить 862,48 га.

### Тваринний світ
Тваринний світ лісів представлений досить великою кількістю видів: сарни, дикі кабани, вовки, зайці-русаки, лисиці, їжаки, кроти, миші лісові, кажани, багато птахів, а в водоймах риби — карасі, лящі, окуні тощо.

## Історія

### Виникнення
У якому році землі, де згодом виникла Олександрія, стали частиною Вольностей Славного Війська Запорозького Низового, встановити важко. Перші згадки про це зафіксовані ще у 1576 році. Як складова частина Запорожжя, Олександрійщина входила до держави Богдана Хмельницького.
Перша згадка про поселення Усиківку на території міста датується 1746 роком. Відповідно до напівлегендарної версії, поселення виникло як козацький зимівник, заснований запорозьким козаком Усиком, разом із побратимами та молодими козаками (джурами). Відповідно до даних вивчення подворових ревізій XVIII ст. на території міста на початку 1740-х замешкали козаки Кременчуцької сотні Миргородського полку «Григорій Усик із братом Сидором, Пилип Усик із братом Кирилом». Хоча й вони не були першими поселенцями цієї місцевості. Ще з кінця 1730-х тут мешкали Степан Терещенко з Кременчука, та Роман Касян з Багацької сотні. Усики полишили поселення у зв'язку з переселенням сюди сербів і створенням шанцю Бечея, й надалі Усики серед мешканців поселення не зафіксовані.
Таким чином за дату заснування поселення можна брати 1739 рік, коли тут почали жити підсусідки козака Кременчуцької сотні Михайла Овраменка: Степан Терещенко та Роман Касян.
Поселення стояло на важливому торговому чумацькому шляху з Полтави у Крим. За переписом 1752 р. в Усівці нараховувалось 109 дворів, проживало 256 чоловік. 1759 році збудована перша православна церква Святителя Миколая. Офіційно статус поселення Усівці було надано в 1754 р., після будівництва на місці нинішнього Кропивницького фортеці.
Історичним центром міста є місце біля впадіння річки Березівки в Інгулець, завдяки зручності оборони поселення, обмеженого з двох сторін річками. Зараз на цьому місці знаходиться центральний міський парк Шевченка та культурно-спортивний комплекс «Ніка» (центральний міський стадіон).
У 1989 році розглядався проєкт створення Олександрійського національного ландшафтно-меморіального парку імені Т. Г. Шевченка. Складовою частиною майбутнього дендропарку мав стати історико-архітектурний комплекс на острові Заснова в межиріччі Березівки та Інгульця. Було заплановано відтворити козацьке поселення та встановити пам'ятний знак козакам-засновникам міста. Проект не був реалізований.

### Нова Сербія
У 1752—1764 роках в Усівці була розміщена 3-я рота новосербського Пандурського полку. У цей час було створено Нову Сербію, російський уряд створює військові поселення. Новими поселенцями були переважно серби, румуни, хорвати, болгари. Замість Усиківки з'являється шанець Бечея або Беча, нова назва походить від назви Бечей (серб. Бечеј, Bečej) — місто в Сербії. Взимку 1769 року місцеве населення разом із гарнізоном успішно витримало облогу військ хана Керім-Гірея.

### Російська імперія

Проект планування міста, 1784 р. Повністю не реалізований.

Проект планування міста від 1784 р. поєднаний з планом-мапою тодішньої забудови (зображена темнішою) Усівки.

Карта Олександрії 1808 р.

У 1764 році Нова Сербія була ліквідована, а Усиківка ввійшла до складу Єлисаветинської провінції Новоросійської губернії, яка проіснувала до 1783 року, коли її територію було включено до складу Катеринославського намісництва.
З 1784 року намісництво було поділене на дві губернії: Новоросійську та Азовську, укріплення Бечея стало повітовим містом із назвою Олександрійськ. Пізніше назва міста змінилася на Олександрія. 1793 року тут було 120 хат-мазанок, населення — 738 осіб.
Під час чергової адміністративної реформи 1795 року повітовий центр перенесено до містечка Крилів, поселенню повернуто стару назву Усівка, а Крилів почав іменуватися Олександрією.
У 1803 році розглядався проєкт створення з Інгульця та інших рік України судноплавних артерій. У проєкті через Олександрію повинен був пройти один із таких шляхів. Та проект не здійснили.
14 березня 1806 р. було створено Олександрійський повіт, що входив до складу Херсонської губернії. Крилову повернуто попередню назву, а Усівка знову стала Олександрією в статусі повітового центру, тепер — Херсонської губернії. Повіт складався з п'яти волостей.

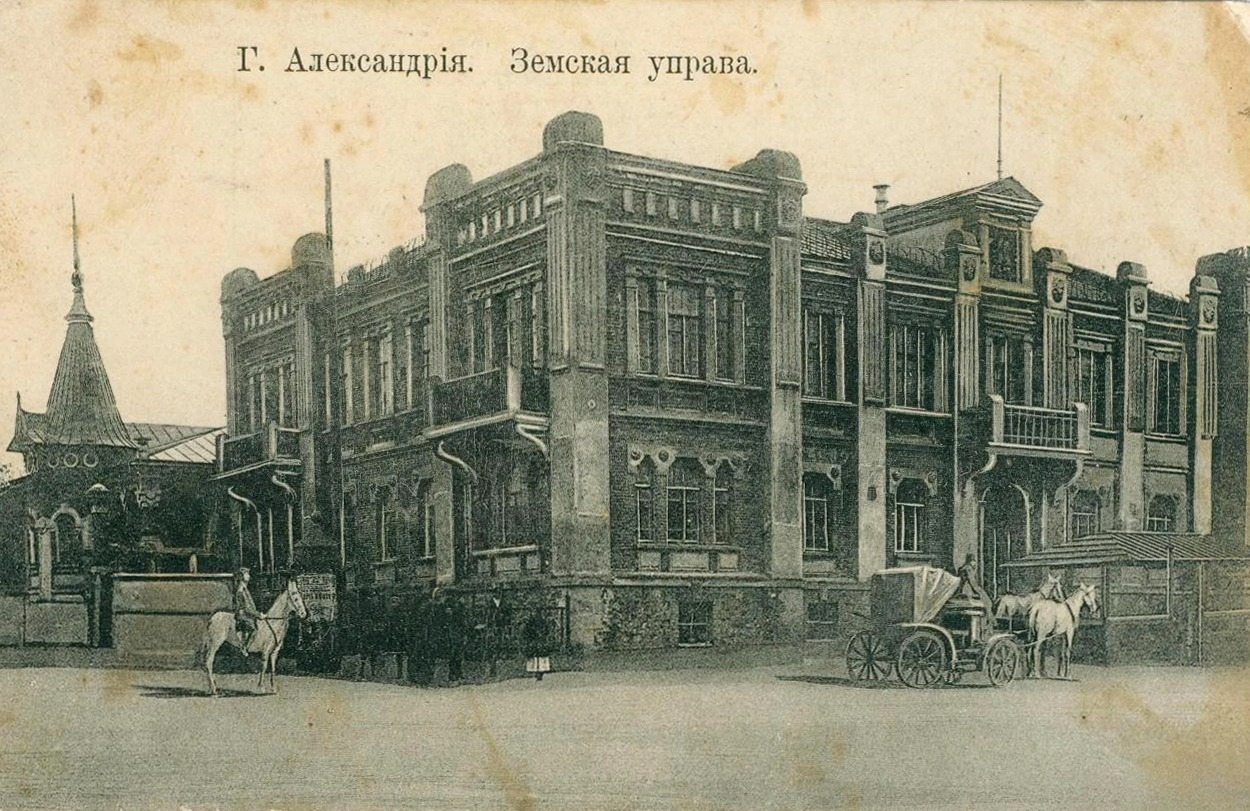
Олександрійське земство. Листівка початку XX століття. Нині в цьому будинку знаходиться палац школярів та молоді

Скотобійні

Основним заняттям олександрійців та мешканців навколишніх сіл у першій половині XIX століття були землеробство, городництво та вирощування баштанних культур. На 1823 рік у місті налічувалося 322 будинки з 1800 мешканцями. Перші навчальні заклади в місті з'являються у 1816 році. Це були повітове та парафіяльне училища. 7 листопада 1847 року було затверджено перший герб міста.
1858 року в Олександрії налічувалося 7800 чоловік населення, 783 будинки, 2 церкви, 2 синагоги, повітовий і земський суди, ратуша, казначейство, пошта, аптек. У місті проводилися 3 ярмарки: Сирний, Петропавлівський, Миколаївський.
У 1850-х роках налічувалося близько 700 будинків, переважна більшість із них була побудована з очерету, сплетеної лози й дерева, тому вони досить погано захищали від частих сильних північних вітрів. Найкращими будівлями був двоповерховий будинок поміщика Леонтьєва й будинок дворянського зібрання. У місті нараховувалося три готелі й десять заїжджих дворів, два салотопних заводи, два, що виготовляли крупчатку, й один цегельний, а також 27 вітряків. На той час у місті була лише одна площа — Базарна. Проблемою було водопостачання, через мілководдя Інгульця й не дуже якісну воду в колодязях.
Впродовж 1830—1850-х років у місті чотири рази спалахувала епідемія холери. Лише 1855 року від неї померло 142 чоловіка. Населення міста фактично не мало доступу до кваліфікованої медичної допомоги. На 1858 рік функціонувала одна аптека.

План міста Олександрії 1895 р. Назви вулиць і номери кварталів вказані відповідно до містобудівного плану, затвердженого 1872 року.

У 1855 році через Олександрію проходила телеграфна лінія, що сполучала Одесу з Петербургом. Вигідне географічне розташування на перехресті шляхів, що вели до Чорного моря, у Крим позитивно впливало на розвиток в Олександрії торговельної справи та кустарних виробництв.
Скасування кріпацтва та низка інших реформ стимулювали розвиток господарства. Збільшується кількість переробних підприємств, починається будівництво залізниць. У 1869 році відкрилася залізнична лінія Харків — Миколаїв, яка пройшла через станцію Користівка, а у 1901 році залізниця прокладена через місто у напрямку станції П'ятихатки. У 1905—1906 роках у місті діяло 12 винокурних заводів. На початку XX століття в Олександрії зароджується промислове виробництво, з'являються механічні майстерні, дрібні цехи лиття чавуну, ремонту реманенту. У цей же час була зроблена перша спроба промислової розробки місцевих родовищ бурого вугілля.
У 1866 р. все населення повіту і міста обслуговував один лікар із двома служителями. У той час працювала одна лікарня на кілька ліжок. У 1901 року було побудовано приміщення для нової лікарні на 100 ліжок.
Наприкінці XIX — початку XX століть у місті активізується культурне життя. У 1873 році відкрилась жіноча гімназія, у 1904 році — чоловіча гімназія, а в 1910 р. — учительська семінарія. У 1880-х роках XIX століття в місті з'являється театр. Тут починав свою акторську кар'єру Гнат Юра. У першому десятилітті XX століття почав діяти перший міський кінотеатр «Колізей». На початку XX століття в місті діяло кілька друкарень. З 1909 року видавалась газета рос. «Известия Александрийского уездного земства».
На початку XX століття в Олександрії мешкало 14 007 осіб, це було третє за величиною місто на території, що надалі склала Кіровоградську область, після Єлизаветграда (61 488 осіб) і Бобринця (14 281 осіб).

#### Краєвиди міста кінця XIX— початку XXстоліть

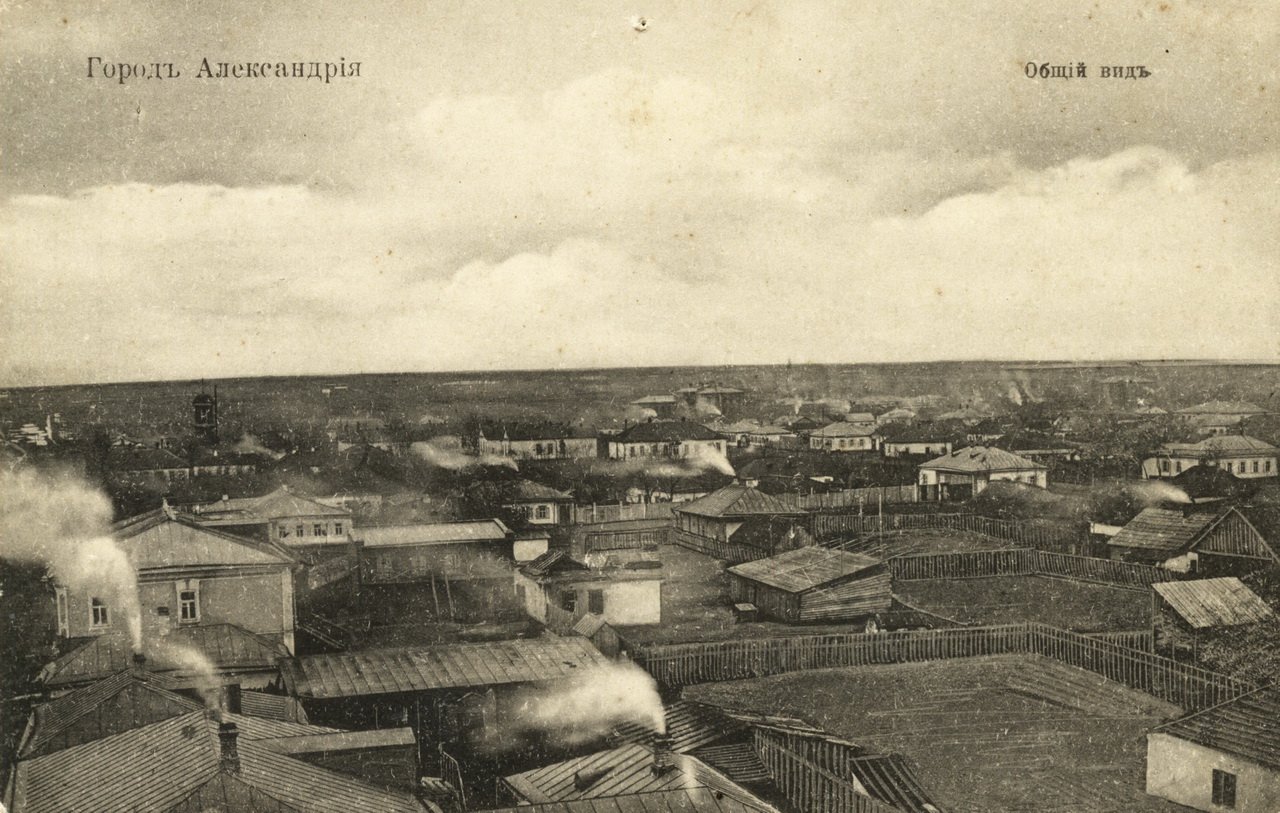
Панорама міста
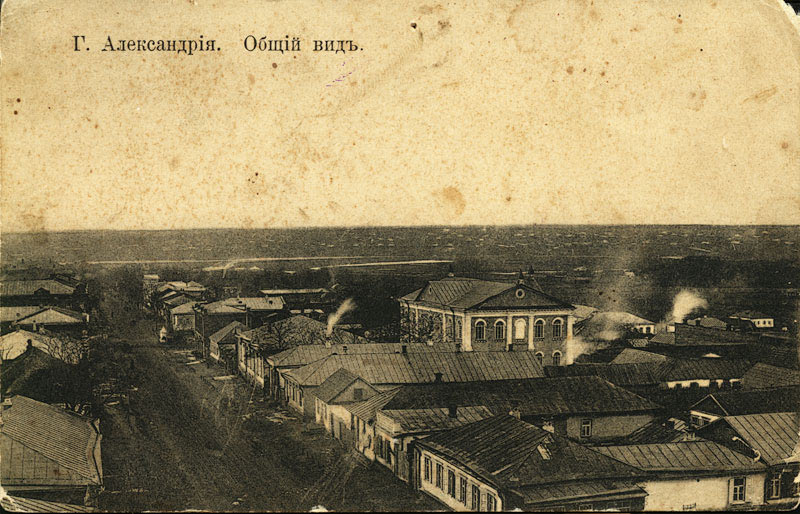
Міський краєвид
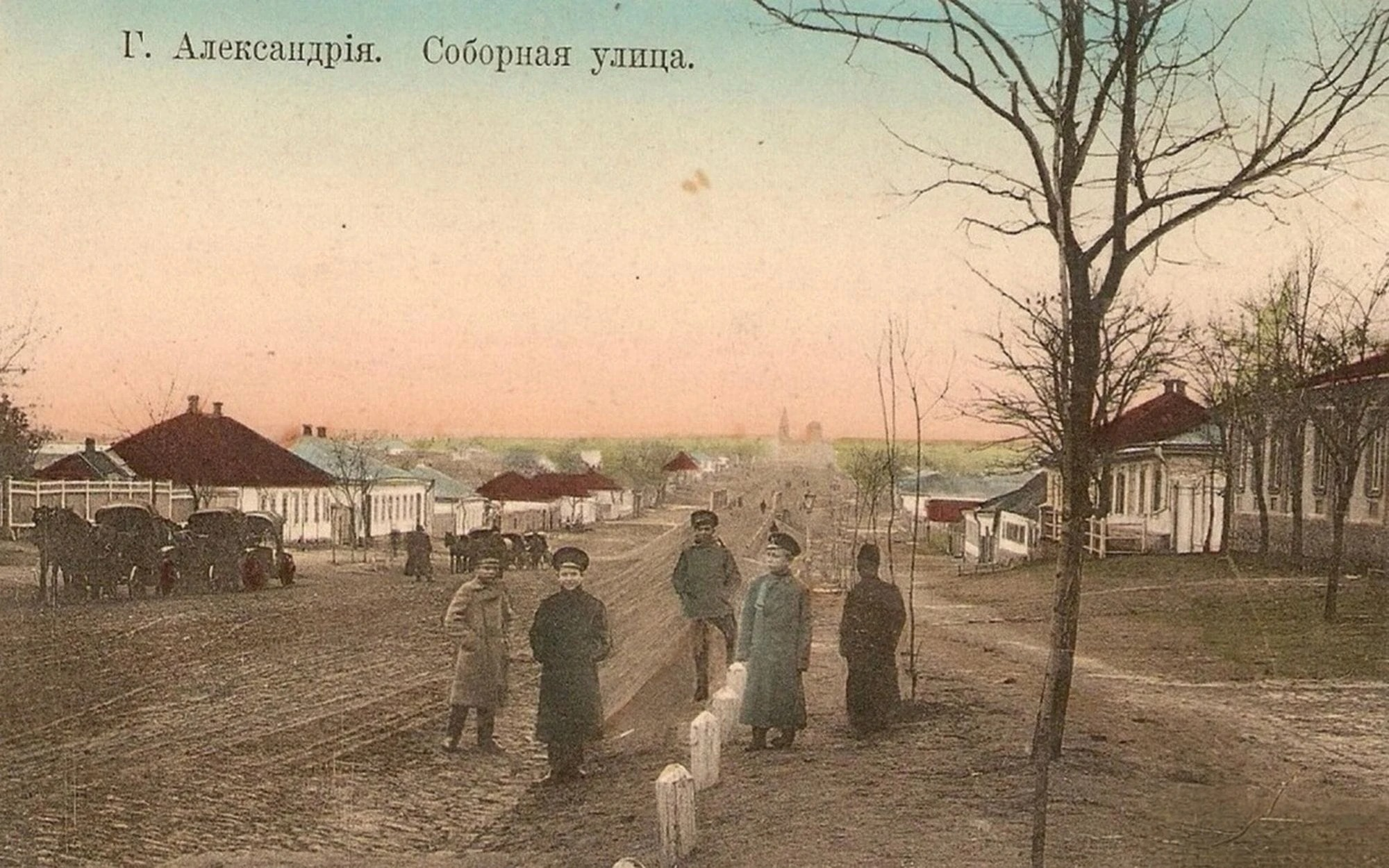
Соборна вулиця. Краєвид Провіантської площі
Соборна вулиця
Вулиця Поштова
Поштова вулиця
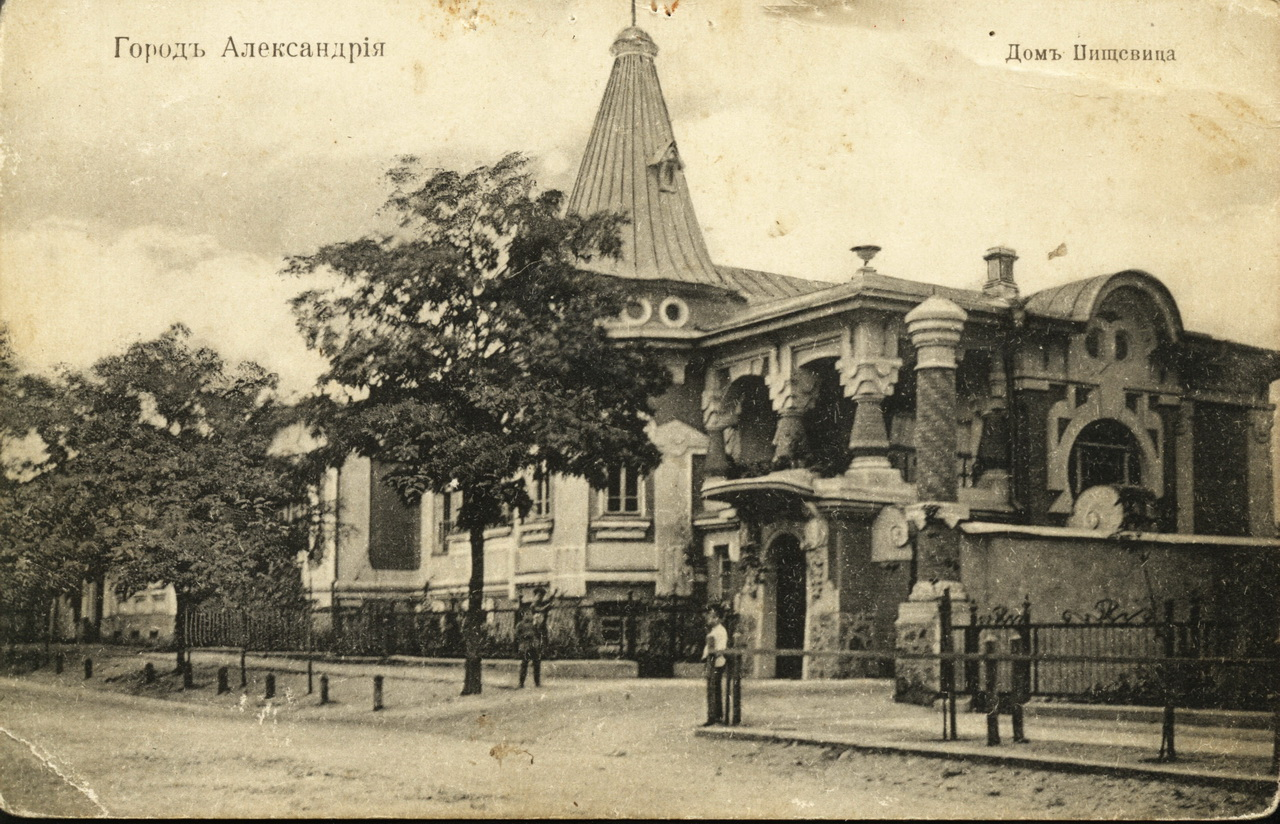
Будинок Пищевича (нині тут знаходиться — готель та кафе)
Готель «Бристоль», потім школа № 1, згодом школа № 5, пізніше знесений (нині сквер на перетині Соборного проспекту та Першотравневою вулицею
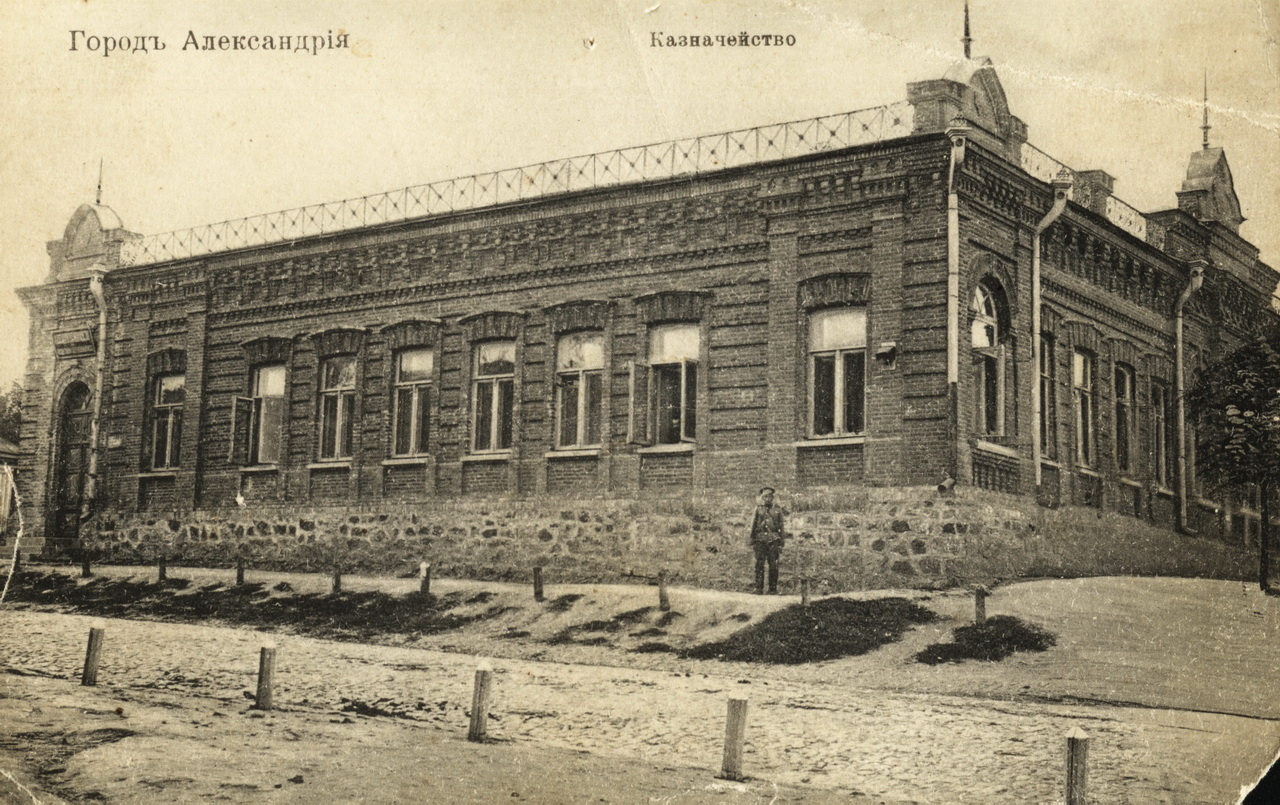
Казначейство (нині приміщення Промінвестбанку, на перетині Соборного проспекту та Першотравневої вулиці
Міська управа (нині — магазин «Шара»)

Земська управа на розі вул. Шевченка та Бульварної (нині не зберіглася)
Колишня Земська лікарня
Земська аптека
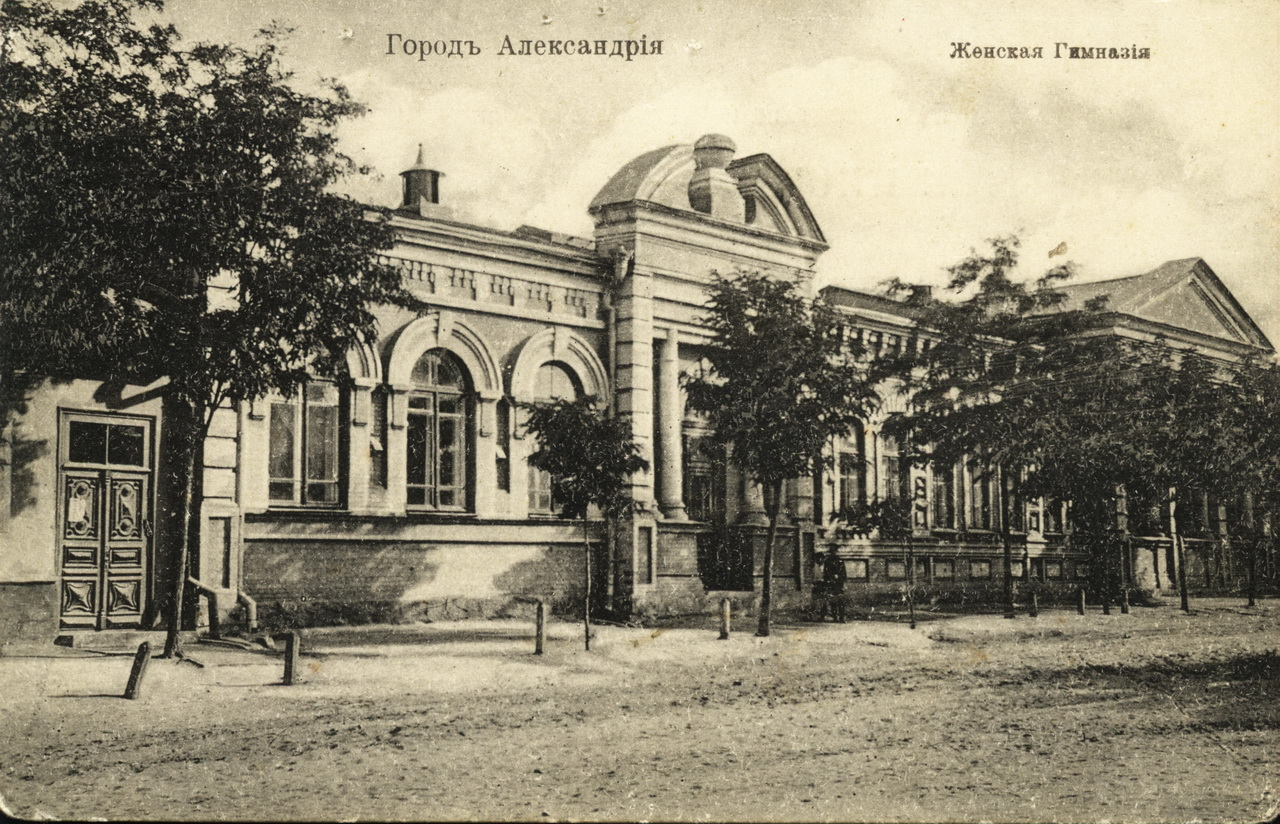
Жіноча гімназія (нині Центральноукраїнський науковий ліцей-інтернат)
Шестикомплектне училище (нині — школа № 6)
Пожежна станція (діє понині)
АрештАНСЬКИЙ будинок
Винний склад (нині — територія військової частини)
Артезіанський колодязь
Міст через річку Інгулець

### Українська Народна Республіка

«Червона валка» (збір хліба більшовиками) 1931 року на теперішньому Соборному проспекті

У 1917—1921 роках Олександрія та Олександрійщина пережили соціальні струси, неодноразову зміну влади. У 1917 році на території Олександрійщини виникли осередки Українського Вільного Козацтва. У травні 1919 року місто Олександрія було центром антибільшовицького повстання під проводом отамана Никифора Григор'єва. 23 травня 1919 року силами Червоної армії повстання було жорстоко придушене.

### Міжвоєнний період
У міжвоєнний період в Олександрії набуває розвитку промисловість — було збудовано механічний завод, буровугільні підприємства.
У місті також працювала значна кількість дрібних промислових підприємств, серед них десять теплових млинів і крупорушок, десять олійниць, дев'ять промислових артілей. Помітні зміни відбулися в культурному житті міста.
Були відкриті школа медичних сестер та педагогічна школа, культосвітній технікум, розпочав роботу палац піонерів, був створений пересувний драматичний театр імені М. Л. Кропивницького.
Під час організованого радянською владою Голодомору 1932—1933 років померло щонайменше 1729 жителів міста.

### Друга світова війна

Німецькі війська на розі сучасних Соборного проспекту й вулиці Діброви, (1941)

Будівля колишнього театру підпалена під час відступу Червоної армії

6 серпня 1941 року війська Третього Рейху зайняли Олександрію без бою. 15 листопада 1941 року місто стало центром Олександрійського ґебіту в складі Генеральної округи Миколаїв.
За час окупації нацистами було знищено майже всю єврейську громаду міста (більше 2,5 тисяч осіб), розстріляно 320 мирних жителів і більше 5,5 тисяч військовополонених. У місті діяло 5 підпільних груп. Олександрія була взята радянськими військами 6 грудня 1943 року Наказом Верховного Головнокомандуючого 11 військовим частинам, що відзначилися при звільнені міста, було присвоєно найменування «Олександрійських». Під час Другої світової війни житлова забудова міста постраждала мало, у ньому майже не велися бойові дії, відступаючі війська залишали його ще до підходу супротивника, місто не зазнало великих бомбардувань чи обстрілів, за винятком невеликих бомбардувань радянською авіацією.

### Післявоєнний період
Після Другої світової війни Олександрія стала містом шахтарів та машинобудівників. Протягом 1951—1971 років було збудовано близько 20 промислових підприємств, 9 з них для видобутку і переробки бурого вугілля.

### Російське вторгнення в Україну (2022)
15 квітня 2022 року о 22:26 було завдано удару двома ракетами по інфраструктурі аеродрому міста. Пізніше голова Кіровоградської ОДА Андрій Райкович та мер Олександрії Сергій Кузьменко повідомили про те, що внаслідок удару є загиблі й постраждалі, кількість яких не уточнюється. 16 та 17 квітня оголошені днями жалоби в Олександрійській територіальній громаді.

## Вулиці та місцевості

### Вулиці

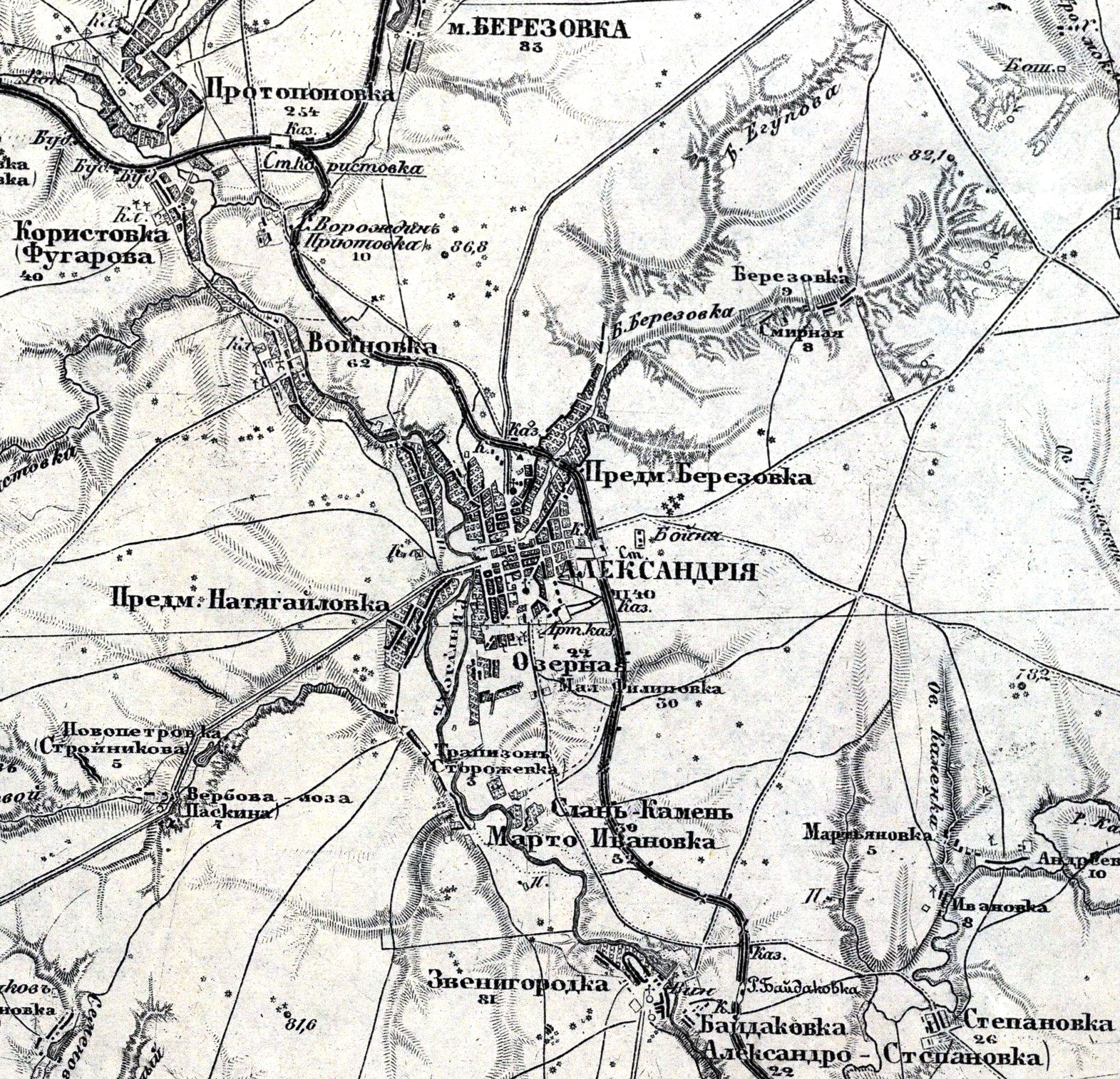
Олександрія і довколишні населені пункти на мапі початку XX століття

Станом на початок 2015 року в місті нараховувалося 7 площ, 2 проспекти, 1 бульвар, 7 шосе, 222 вулиці, 129 провулків та 1 проїзд, загалом 369 урбанонімів.
19 лютого 2016 року, на виконання Закону України «Про засудження комуністичного та націонал-соціалістичного (нацистського) тоталітарних режимів в Україні та заборону пропаганди їхньої символіки», міський голова Степан Цапюк підписав розпорядження «Про затвердження найменувань мікрорайонів, площ, проспектів, вулиць та провулків у місті Олександрії».
Центральною площею міста є Соборна площа, центральною вулицею — Соборний проспект. Інші основні центральні вулиці: Поштова, Діброви, Григорія Усика, Перспективна, Софіївська, 6 Грудня, Шевченка.
Головними міськими автомобільними магістралями, окрім Соборного проспекту, є вулиці Гетьмана Мазепи, Козацький шлях, Новопразьке шосе, Поштова, Знам'янська, Шевченка, Бессарабська.

### Місцевості
Місто Олександрія не поділяється на адміністративні райони, проте має низку історично сформованих місцевостей та мікрорайонів:
- Восьма Школа
  - Пролісок (район «Проліска»)
- Заводський мікрорайон
- Південний мікрорайон (нині назва використовується рідко, поділяється на Тинда та Бам)
  - Бам (або БАМ, інколи вживається назва Південно-Східний)
  - Тинда (інколи вживається назва Південно-Західний)
- Перемога (селище Перемога, Перемозький мікрорайон)
  - Вербова Лоза
- Байдаківський мікрорайон (Байдаківка)
- Чотирнадцятий мікрорайон
- П'ятнадцятий мікрорайон
- Покровський мікрорайон (Покровка)
- Новопилипівка
- Бадина
- ЗБ
- Озерна.

Окрім того, традиційно район центральної Соборної площі є місцевим Центром, а територію, довкола іншої центральної площі — Покровської називають Покровським мікрорайоном або Покровкою.

### Парки
В Олександрії є кілька паркових зон. Найбільший у місті парк імені Т. Г. Шевченка (колишній парк культури та відпочинку «Шахтар»), знаходиться біля місця впадіння Березівки в Інгулець. У східній частині міста розташований парк «Молодіжний» (колишній «Будівельник»), наразі занедбаний. Театральний сквер перед міським палацом культури є найстарішим у місті, він існував ще до радянської влади й називався міським бульваром. Також є сквери на Покровській площі, на площі Попова, біля палацу культури мікрорайону Перемога, і великий сквер на центральній Соборній площі.

## Населення
За даними енциклопедичного словника Брокгауза і Єфрона у 1885 році в Олександрії мешкало 17 441 жителів, що займалися переважно землеробством і скотарством. За переписом 1897 року в Олександрії проживало 14 007 осіб, з них 7 085 чоловіків і 6 922 жінки, а всього в Олександрійському повіті 416 576 осіб. У місті найчисленнішими були вікові групи 1—9 і 10—19 років, 3354 і 3117 осіб, відповідно.

Велика (нова) Олександрійська синагога. Листівка початку XX століття

Точно встановити тогочасний етнічний склад міста кінця XIX важко, оскільки під час того перепису визначались рідна мова та віросповідання, а не національність. В умовах Російської імперії для вивчення всіх мов окрім російської, а особливо української, не було економічних стимулів і практичних можливостей: в Олександрійському повіті не існувало навчальних закладів з українською мовою викладання. Тому освічені верстви населення швидко русифікувались, переходячи на російську мову, особливо в містах. Тим не менше більшість населення Олександрії назвало рідною малоросійську (українську) мову: 54,7 % (7658), у всьому повіті — 85 %. Єврейська мова (їдиш) була рідною для 26,3 % (3687) міщан, російська 16,8 % (2364), польська 1,24 % (173), німецька 0,5 % (71), молдовська і румунська 0,09 % (13). На початку XX століття населення продовжувало зростати, у 1912 році воно становило близько 16 тисяч, а відповідно до «Всезагального російського календаря на 1919 рік» — 20 500 осіб.

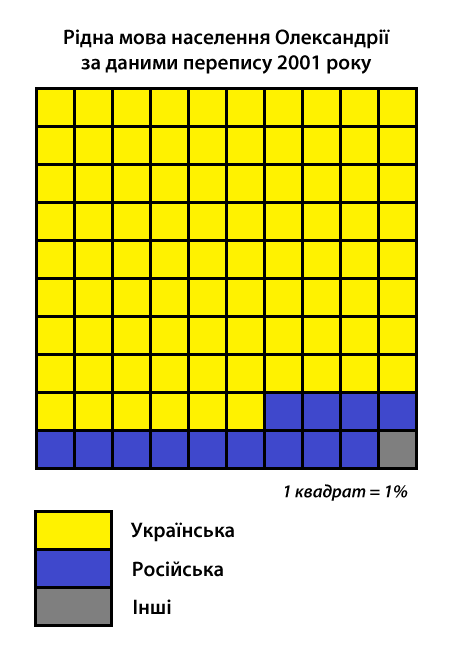
Рідна мова населення Олександрії за даними перепису 2001 року

На початок 1990-х років населення Олександрії, разом із населеними пунктами підпорядкованими міськраді (смт Олександрійське й Пантаївка, села: Головківське, Звенигородка, Марто-Іванівка, Олександро-Степанівка), становило 118 тисяч осіб.
За переписом населення 2001 року в місті проживало 104,5 тис. осіб, що становило 91 % від кількості населення 1989 року. За даними сайту Верховної Ради України на території Олександрійської міської ради проживає 103 тисячі 856 осіб (кількість населення безпосередньо міста Олександрії становить 92 638 тисяч осіб). З них міське населення становить 101 400 (97,74 %), а сільське — 2456 (2,36 %). Щільність населення становить 1684,33 осіб/км².
Між переписами 1989 і 2001 року в місті не зменшилась кількість лише вірмен і українців, число ж росіян, наприклад, знизилось за цей час майже удвоє.
Станом на 2005 рік населення міськради зменшилось до 102,2 тисяч осіб. Населення працездатного віку становить 36,6 тисяч чоловік. Також у місті проживає 11,3 тис. школярів, 4,6 тис. студентів, 5,6 тис. дітей дошкільного віку, 30,1 тис. пенсіонерів. За офіційними даними, зайняте населення міста працює у сфері промисловості (20,83 тис.), бюджетній сфері (9,34 тис.), торгівлі (1,15 тис.), на будівництві (3,09 тис.).
До 1 грудня 2009 року населення міськради скоротилось до 93,3 тисяч осіб. Лише за січень-листопад 2009 р. чисельність населення міськради зменшилась на 697 осіб (у розрахунку на 1000 жителів це становило 8,1 особи). Інтенсивне зменшення населення, починаючи з кінця 1990-х стало наслідком перевищення числа померлих над числом народжених та виїжджаючих над прибулими. Наприклад, за січень-листопад 2009 р. показник природного скорочення населення по міській раді становив 5,9 особи (у відповідному періоді 2008 р. — 6,4 особи на 1000 жителів). Міграційне скорочення населення міськради у січні-листопаді 2009 р. уповільнилось до 2,2 особи (у відповідному періоді 2008 року — 3,1 особи на 1000 жителів).
За даними Державного комітету статистики України на початок 2011 року наявне населення безпосередньо самої Олександрії, склало 83 339 осіб, міської ради — 93 143 осіб.
Після повномаштабного російського вторгнення в Україну до Олександрії переїхало багато внутрішньо переміщених осіб, а також повернулись корінні олександрійці, тож за неофіційними данними населення міста станом на 2024 рік може складати близько 100 000 осіб[джерело?].

### Динаміка чисельності й етнічності
Етнічний склад міста був і залишається досить різноманітним:
| Народ                        | 1862а (%)[27] | 1886б (%)[28] | 1886в (%)[29] | 1895 (%)[29] | 1897 (%)д | 1912 (%)[29] | 1919 (%)[30] | 1939 (%)[31] | 1959г (%)[32] | 1970г (%)[33] | 1979г (%)[34] | 1989г (%)[35] | 2001г (%)[36] |
| ---------------------------- | ------------- | ------------- | ------------- | ------------ | --------- | ------------ | ------------ | ------------ | ------------- | ------------- | ------------- | ------------- | ------------- |
| українці                     |               | 33,47         |               |              | 54,7      |              |              | 83,7         |               |               |               | 79,0          | 87,3          |
| євреї                        | 32,53         | 41,38         |               | 27,46        | 26,3      |              |              | 7,19         |               |               |               |               |               |
| росіяни                      |               | 20,88         |               |              | 16,8      |              |              | 7,09         |               |               |               | 18,7          | 11,0          |
| поляки                       |               | 2,49          |               |              | 1,24      |              |              |              |               |               |               |               |               |
| німці                        |               | 0,37          |               |              | 0,5       |              |              |              |               |               |               |               |               |
| молдовани                    |               | 0,78          |               |              | 0,09      |              |              | 0,1          |               |               |               | 0,2           | 0,1           |
| греки                        |               |               |               |              | 0,07      |              |              |              |               |               |               | 0,3           | 0,2           |
| білоруси                     |               |               |               |              | 0,05      |              |              | 0,6          |               |               |               | 0,8           | 0,5           |
| вірмени                      |               |               |               |              |           |              |              |              |               |               |               | 0,1           | 0,1           |
| Загальна кількість населення | 5740          | 5384          | 10 060        | 11 848       | 14 007    | 16 000       | 20 500       | 19 755       | 35 190        | 69 416        | 82 059        | 102 611       | 92 600        |
Національний склад населення за даними перепису 2001 року:
| Національність  | Відсоток |
| --------------- | -------- |
| українці        | 87,67 %  |
| росіяни         | 10,56 %  |
| білоруси        | 0,55 %   |
| молдовани       | 0,16 %   |
| вірмени         | 0,14 %   |
| євреї           | 0,11 %   |
| цигани          | 0,10 %   |
| інші/не вказали | 0,71 %   |

### Мовний склад
Розподіл населення за рідною мовою за даними перепису 2001 року:
| Мова            | Кількість | Відсоток |
| --------------- | --------- | -------- |
| українська      | 79947     | 86.30 %  |
| російська       | 12218     | 13.19 %  |
| білоруська      | 148       | 0.16 %   |
| вірменська      | 68        | 0.07 %   |
| циганська       | 27        | 0.03 %   |
| болгарська      | 12        | 0.01 %   |
| грецька         | 10        | 0.01 %   |
| інші/не вказали | 208       | 0.23 %   |
| Усього          | 92638     | 100 %    |

Примітки:
а — «Обивателі приписані до міста по ревізії.» Дані лише по віросповіданню: християни чи євреї

б — Без передмість Березівка і Натягайлівка

в — З передмістями Березівка і Натягайлівка

г — Без населених пунктів, підпорядкованих міській раді

д — Дані щодо рідної мови

## Релігія

### Конфесійний склад
В Олександрії зареєстровано близько 30 релігійних громад різних релігійних конфесій. Серед них 12 належать до православних: 7 громад УПЦ (МП) (Олександрія є кафедральним містом Олександрійської єпархії УПЦ МП), 5 ПЦУ. 1 громада Римо-католицької церкви. У місті також діє 15 громад, що належать до різних протестантських конфесій (баптисти, п'ятидесятники, адвентисти сьомого дня, свідки Єгови), три громади етноконфесійного спрямування (лютеранська церква, німецька євангельсько-лютеранська церква, юдейська).

### Храми міста
До радянської окупації 1917—1921 років у місті діяло п'ять православних храмів: Свято-Успенський, Свято-Миколаївський, Свято-Покровський, Троїцька гімназійна церква та церква кладовища. Найбільшою серед них була Свято-Покровська церква, що була освячена 29 жовтня 1896 року. Її було збудовано за чотири роки (закладена 19 липня 1892 року), на Провіантській площі міста (нині Покровська площа). Це була цегляна споруда на гранітному фундаменті, яка мала хрестоподібну форму з чотирма прибудовами й візантійським куполом; до неї була прибудована дзвіниця з високим шпилем, у яку вели масивні двері з заходу, південного-заходу, та південного-сходу.
Найстарішою була Свято-Миколаївська церква, що знаходилась на місці сучасно школи № 2. Вперше її дерев'яне приміщення було освячене 21 березня 1759 р. Воно було збудоване менш ніж за рік, закладка відбулась 12 червня 1758 р. Іконостас для неї був викуплений за 40 рублів у церкві слободи Мурзинка (Нова Прага). Після пожежі 1797 у 1799 р. вона була відбудована (освячена 1 листопада 1800 року). Споруда у плані мала зіркоподібний вигляд із трьома малими бабинцями і пономарнею. У 1806 — 1848 рр. Миколаївська церква мала статус соборної церкви. У 1862 р. вона була кардинально перебудована за новим проектом колезького реєстратора Підколєзіна. Нова споруда була значно більшою за розмірами, мала хрестообразний вигляд із широким восьмериком і випуклим куполом. Фундамент підведений із гранітного каменя. З залишків будівничого матеріалу від старої Миколаївської церкви з західного боку була збудована дзвіниця. 1895 року було збудовано нову, високу дзвіницю з невеликим шпилем, з'єднану довгою трапезою з основною церковною спорудою.
За радянської окупації богослужіння у всіх церквах було зупинено, а їхні будівлі знесені протягом 1930-х рр. (Миколаївська церква 1934 р., Успенська 1935 р., Покровська 1936 р., цвинтарна церква 1937 р.), вціліла лише гімназійна церква, у якій у період німецької окупації відновлювалась служба, її було знесено в 1970-х, під час будівництва нового адміністративного будинку (будівля міської ради і міськвиконкому).

Миколаївська церква
Успенський собор
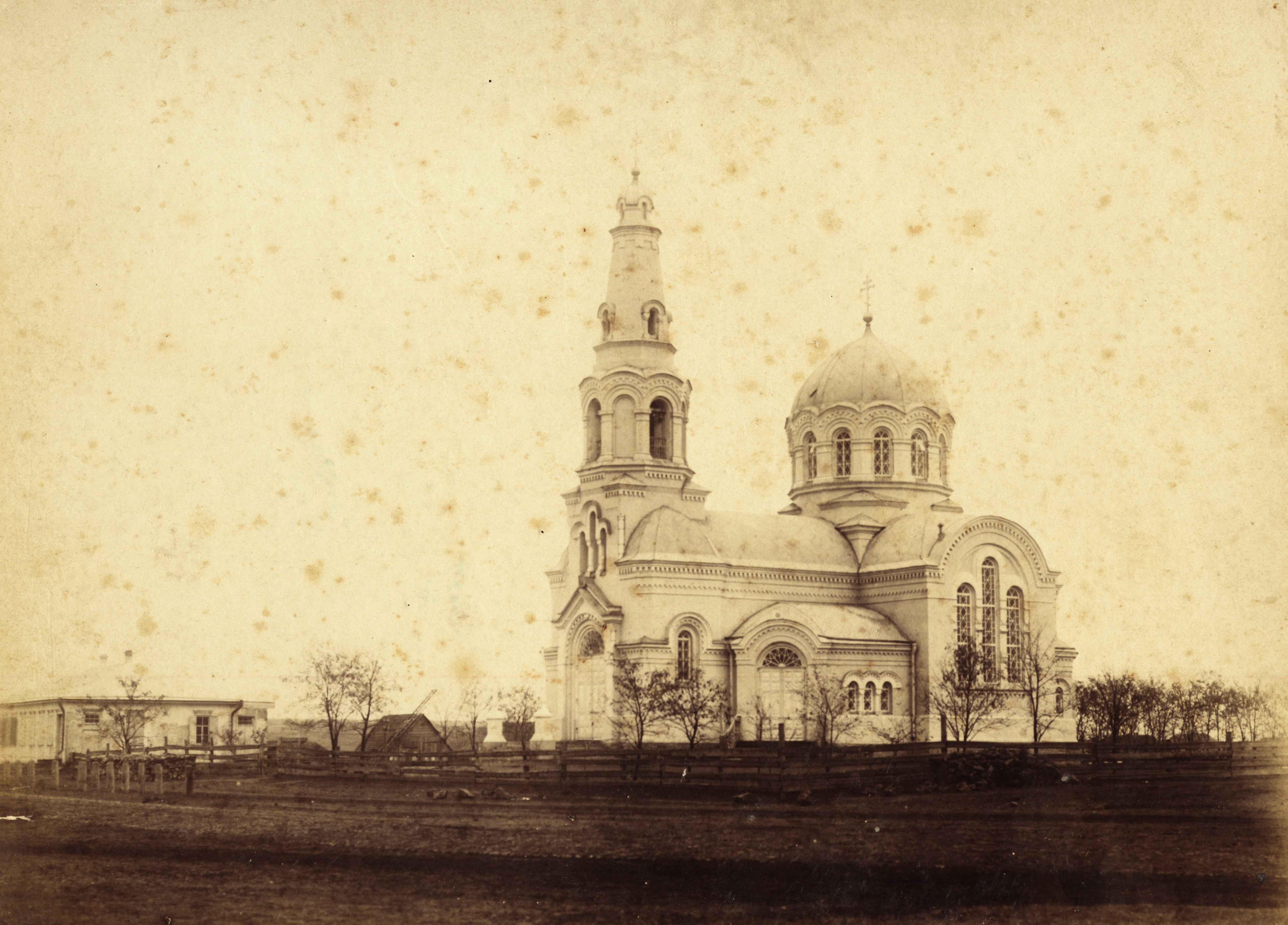
Покровська церква
Міське училище і Троїцька гімназійна церква

У 1989 році по вулиці Кременчуцькій почалося спорудження нового Свято-Покровського храму, 14 жовтня 1996 року в ньому відбулась перша служба і йому було присвоєно статус собору. У 2004 році було завершено храм святих Федора і Анастасії біля головного міського кладовища, названий так на честь батьків колишнього олександрійця Юрія Кравченка.

Свято-Покровський кафедральний собор Олександрійської єпархії УПЦ (МП), освячений у 1996 р. Вигляд з вулиці Кременчуцької
Храм святих Федора і Анастасії (УПЦ МП), освячений у 2004 році

## Управління містом

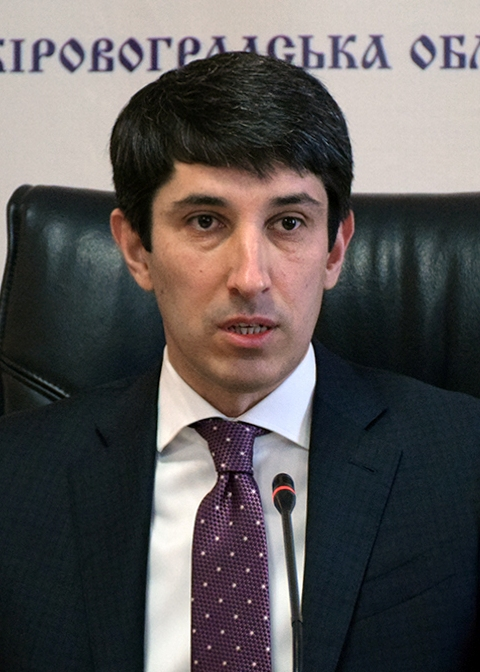
Сергій Кузьменко — міський голова Олександрії

Голови міської ради, виконкому міської ради, міські голови за доби Незалежності:
| Період                        | Прізвище, ім'я, по-батькові   | Посада                                                                    |
| ----------------------------- | ----------------------------- | ------------------------------------------------------------------------- |
| 1990 — липень 1994            | Скічко Олексій Омелянович     | голова Олександрійської міської ради народних депутатів, голова виконкому |
| липень 1994 — квітень 1998    | Моцний Василь Кузьмович       | голова Олександрійської міської ради народних депутатів                   |
| квітень 1998—2006             | Цапюк Степан Кирилович        | міський голова                                                            |
| 2006—2010                     | Скічко Олексій Омелянович     | міський голова                                                            |
| листопад 2010 — 4 грудня 2020 | Цапюк Степан Кирилович        | міський голова                                                            |
| З 4 грудня 2020               | Кузьменко Сергій Анатолійович | міський голова                                                            |

### Міська рада
Станом на 2020 рік Олександрійська міська рада складається з 38 депутатів. Окрім безпосередньо міста їй підпорядковані ще декілька сусідніх населених пунктів. В місті також діє Молодіжна рада.

## Народне господарство

### Промисловість

Головний корпус колишньої швейної фабрики, збудований наприкінці 1930-х — середини 1940-х років

Станом на кінець 2010-х років у місті діють підприємства харчової, легкої, машинобудівної промисловості, добре розвинена торгівля та сфера послуг. Раніше в місті діяли підприємства видобувної, машинобудівної, хімічної, харчової, легкої промисловості, сфери енергетики. Місто було центром Дніпровського буровугільного басейну. На початок 2000-х рр. діяло 18 підприємств облікового кола, де працювало більше 10 тис. чоловік. Починаючи з 2000 р. ними випускалося продукції в середньому за рік на суму близько 160 млн грн у порівняних цінах.
В Олександрії, яку називли містом вугільників, буровугільна промисловість більше як півстоліття займала домінуюче положення у структурі промислового виробництва. На підприємствах буровугільного комплексу працювало близько 15 тис. чол. Розквіт припав на кінець 1980-х рр. Тоді вугілля видобувалось на семи розрізах і трьох шахтах. На унікальному заводі гірського воску з бурого вугілля вироблявся озокерит.
Станом на середину 2000-х років кількість робітників скоротилась до близько 6 тисяч. До складу колишнього ДХК «Олександріявугілля» входило 12 структурних підрозділів та 6 дочірніх підприємств. Тоді видобуток вугілля в середньому за рік становив 900 тис. тон і вівся лише найбільш маловитратним відкритим способом — вугільними розрізами «Костянтинівський» та «Морозовський», які були оснащені потужним гірничо-розкривним та добувним обладнанням: транспортно-відвальним мостом, роторним комплексом, багатоковшовими екскаваторами.
Переробку вугілля здійснювали брикетні фабрики «Димитрівська» та «Байдаківська», де виготовлялось буровугільних брикетів близько 130 тис. тон за рік. На ТЕЦ-1-2 та на ТЕЦ-3 вироблялась теплова та електрична енергія. У складі «Олександріявугілля» працював Олександрійський рудоремонтний завод, який був оснащений унікальним металообробним обладнанням, гідравлічними пресами, ливарним виробництвом. Надалі, через тяжке фінансове становище підприємства були передані в оренду ТОВ «Енерговугілля» і «Експлерент». Проте становище це не покращило. На 2009 практично всі підприємства припинили своє існування, а колективи звільнені, часто з грубим порушенням законодавства.
Серед відомих в Україні і за її межами машинобудівні підприємства — Науково-виробниче об'єднання «ЕТАЛ», фірма «Віра-Сервіс», завод «Автоштамп», ВК «Лідія» — продукція яких-електротехнічні апарати, Олександрійський завод підйомно-транспортного устаткування, сільськогосподарські машини, обладнання для харчової промисловості. Велике значення для економічного розвитку міста мали фабрика діаграмних паперів (майже не функціонує), швейна фабрика (ліквідована в середині 2000-х).
На території колишнього пивзаводу нині працює філія ЗАТ «Оболонь», колишній м'ясокомбінат, молокозавод і завод продтоварів були ліквідовані.

### Транспорт та зв'язок

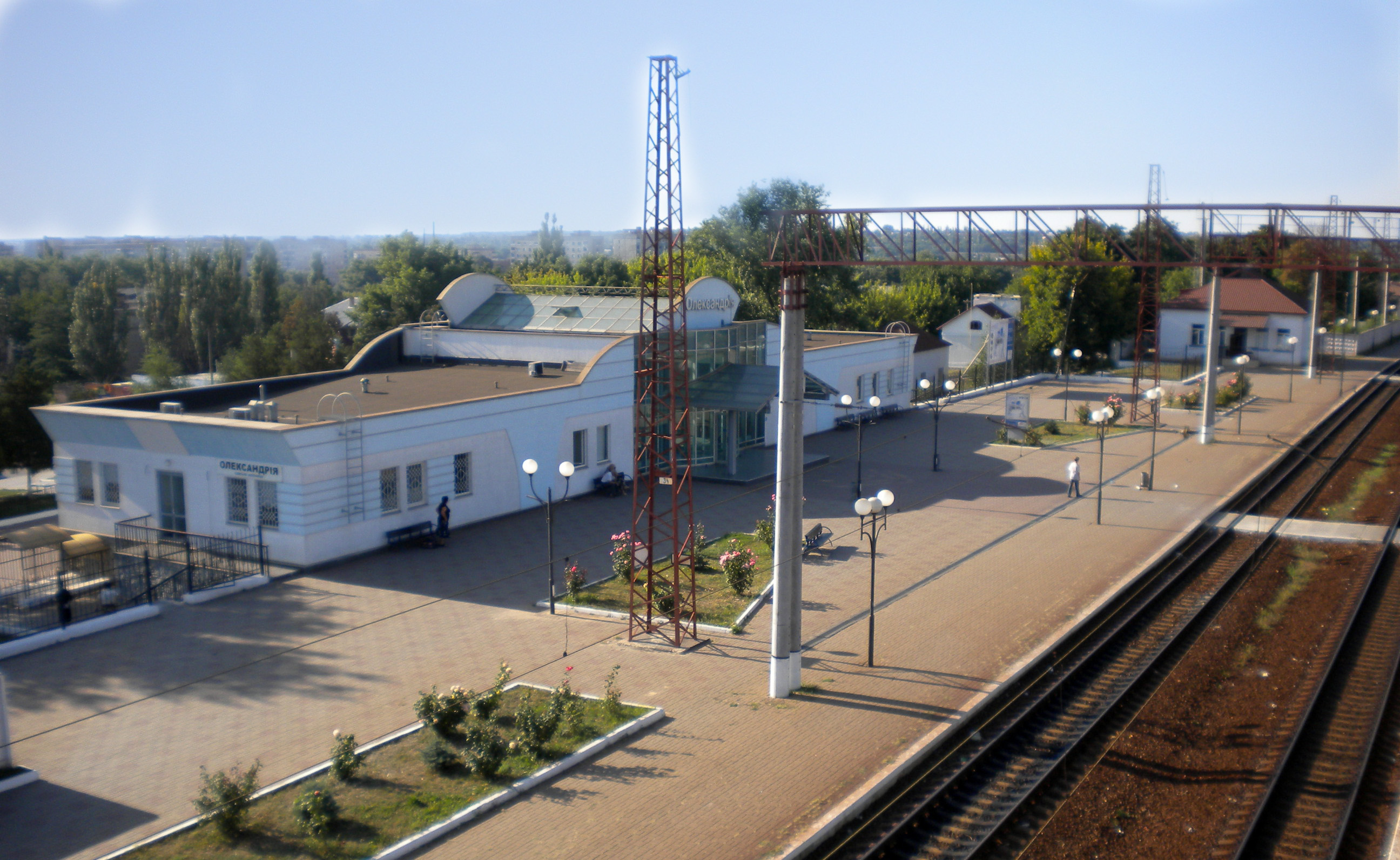
Залізничний вокзал станції Олександрія

Місто розташоване на перетині важливих шляхів, що проходять з півночі на південь і з заходу на схід. Через Олександрію проходять автомагістралі М04E50 (Знам'янка — Дебальцеве) та М22E584 (Олександрія — Полтава). Також пролягають залізничні магістралі Київ — Дніпро, Одеса — Харків. Через залізничну станцію міста курсує близько 40 поїздів далекого сполучення та лише 2 поїзда приміського сполучення. За декілька кілометрів на північ від міста розташована залізнична станція Користівка, яка значно розширює діапазон рейсів.
З 1 серпня 2003 року відкрито рух на другій швидкісній залізничній лінії Київ — Дніпро, яка проходить через Олександрію, перед цим було збудовано нове приміщення залізничного вокзалу. Столичний експрес було скасовано у зв'язку з його заміною поїздами категорії «Інтерсіті+», які було запущено до Євро-2012.
Через автостанцію міста пролягає 115 автобусних рейсів міжміського та 49 приміського сполучення.
Внутрішньоміські перевезення забезпечують 14 перевізників, які виконують рейси за 16 маршрутами і 40 графіками. Близько половини парку автобусів міських перевізників становлять моделі ЛіАЗ-677, ПАЗ-3205, ЛАЗ-695, ЛАЗ-699. Решту парку становлять значно більш технічно просунуті вживані автобуси з міст Західної Європи, які інтенсивно закуповуються місцевими перевізниками наприкцінці 2000-х років. Зрідка на деяких приміських маршрутах використовуються ГАЗелі. В місті також діють 8 приватних об'єднань таксомоторів.
28 червня 2022 року в Олександрії розпочали роботу 5 нових автобусів «Güleryüz Ecoline 12»️. Перші в Олександрії комунальні автобуси обслуговують чотири міських маршрути: № 2/1, 5/1, 5/2 та 11. Угоду між КП «Олександрійський транспорт» та ПАТ АБ «Укргазбанк» на придбання автобусів за рахунок фінансового лізингу було укладено ще влітку 2021 року. Початково планувалась закупівля автобусів МАЗ-203 з Білорусі, втім вже після укладання угоди було внесено зміни і на початку року до міста надійшли турецькі автобуси. Втім через початок повномасштабної рашистської агресії реалізувати запуск їх на маршрути вдалось лише наприкінці червня 2022 року. До цього міські маршрути обслуговувались приватними перевізниками. Місто цікаве тим що одночасно на маршрутах працювали як ще радянські автобуси ЛіАЗ-677, так і двосекційні автобуси з Європи. Відтепер міські контрасти цієї унікальної системи доповнені ще однією цікавинкою.
Мережа «Укртелекому» Олександрії налічує близько 20 тисяч номерів. Ведеться модернізація мереж електрозв'язку з заміною АТС-2 на цифрову SI2000.

## Засоби масової інформації

### Друковані

Будинок зв'язку

В Олександрії виходять газети «Олександрійська правда», «Олександрійський тиждень», «Олександрійські відомості», «Городской курьер», «Вільне слово» (муніципальна), районна газета «Сільський вісник», періодичне видання «МІСТО — місткі і стислі текстові оголошення», що позиціонується як інформаційний довідник.

### FM-радіостанції
| №п/п | Частота, МГц | Назва                                              | Потужність | Адреса вежі              | Передавач    |
| ---- | ------------ | -------------------------------------------------- | ---------- | ------------------------ | ------------ |
| 1    | 87,6         | Українське радіо / Українське радіо. Кропивницький | 0,5        | вул. Максима Бендерова 1 | КФКРРТ       |
| 2    | 90,7         | Перець FM                                          | 0,1        | вул. Заводська 1         | Завод «Етал» |
| 3    | 91,3         | Радіо Байрактар                                    | 0,1        | вул. Заводська 1         | Завод «Етал» |
| 4    | 97,2         | «Шлягер FM»                                        | 0,5        | вул. Максима Бендерова 1 | КФКРРТ       |
| 5    | 99,4         | Мелодія FM                                         | 0,1        | вул. Заводська 1         | Завод «Етал» |
| 6    | 99,8         | Хіт FM                                             | 0,1        | вул. Максима Бендерова 1 | КФКРРТ       |
| 7    | 101,2        | Радіо Промінь                                      | 0,1        | вул. Максима Бендерова 1 | КФКРРТ       |
| 8    | 103,1        | DJFM                                               | 0,5        | вул. Максима Бендерова 1 | КФКРРТ       |
| 9    | 105,1        | Люкс FM                                            | 0,5        | вул. Максима Бендерова 1 | КФКРРТ       |
| 10   | 105,7        | Радіо Культура                                     | 0,2        | вул. Максима Бендерова 1 | КФКРРТ       |
| 11   | 107,6        | Радіо «Максимум»                                   | 0,1        | пров. І. Богуна 98       | ТОВ «Маяк»   |

### Телебачення
Телевізійна сфера представлена ТРК «КТМ» та ТРК «Контакт-ЛТД».

## Освіта

### Дошкільна освіта
На території Олександрійської міської ради станом на кінець 2010-х років діяло близько 20 дошкільних навчальних закладів, з них у самому місті — 16 (разом із дитсадочком санаторного типу) (мапа дитсадочків). На початку 1990-х років на території міськради було близько 40 дитсадочків.

### Школи

Гімназія імені Тараса Шевченка

На території колишньої (до реформи 2020 р.) міськради діє 17 шкіл, з них у самому місті Олександрії розташовано 13.
- Навчально-виховне об'єднання «Олександрійська гімназія ім. Т. Г. Шевченка — ЗНЗ І—ІІ ступенів — школа мистецтв» (колишня школа № 1)
- Загальноосвітній навчальний заклад І—III ступенів № 2 ім. Д. І. Чижевського[56] (М. Горького)
- Загальноосвітній навчальний заклад І—III ступенів № 6
- Загальноосвітній навчальний заклад І—ІІ ступенів № 7
- Загальноосвітній навчальний заклад І—ІІ ступенів № 8
- Навчально-виховний комплекс «Загальноосвітній навчальний заклад I—III ступенів № 9 — спеціалізована школа»
- Загальноосвітній навчальний заклад І—III ступенів № 10
- Ліцей інформаційних технологій (створений на базі школи № 11; навчання з 7-го класу)
- Загальноосвітній навчальний заклад І—III ступенів № 15
- Олександрійський навчально-виховний комплекс «Загальноосвітній навчальний заклад І—ІІ ступенів № 17-ліцей»
- Навчально-виховний комплекс "Загальноосвітній навчальний заклад І—III ступенів № 19 — дошкільний навчальний заклад «Лісова казка»
- Навчально-виховний комплекс «Олександрійський колегіум — спеціалізована школа» (колишня школа № 20)
- Центральноукраїнський науковий ліцей-інтернат, філія Кіровоградського обласного навчально-виховного комплексу (гімназія-інтернат — школа мистецтв)[57]

### Професійно-технічна освіта

Ліцей інформаційних технологій

- Державний навчальний заклад «Олександрійський професійний ліцей»[58][59]
- Олександрійський професійний аграрний ліцей (селище Приютівка)[53]

### Заклади вищої освіти І—ІІ рівнів акредитації

Аграрний технікум (колишня чоловіча гімназія)

У місті діє 5 коледжів, технікумів, училищ.
- Олександрійський медичний коледж.
- Олександрійський коледж культури і мистецтв.
- Олександрійський педагогічний коледж ім. В. О. Сухомлинського.
- Олександрійський політехнічний фаховий коледж.
- Олександрійський аграрний коледж Білоцерківського національного аграрного університету.

### Позашкільна освіта

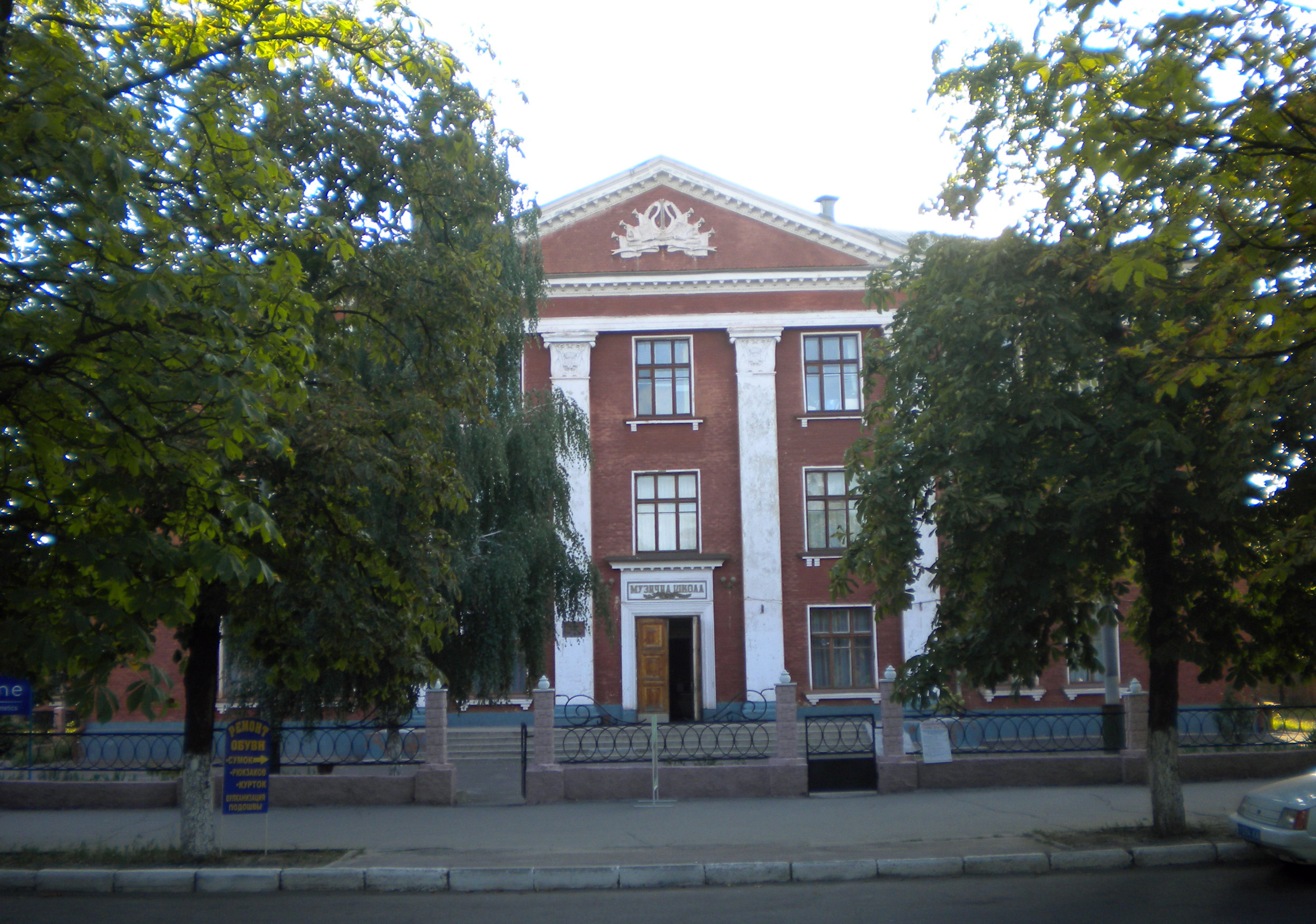
Музична школа № 1

У місті діє низка центрів позашкільної освіти і дитячої творчості.
- Будинок дитячої та юнацької творчості Олександрійської міської ради.
- Центр дитячої та юнацької творчості імені Олександра Шакала Олександрійської міської ради.
- Дитячо-юнацька спортивна школа № 2 Олександрійської міської ради.
- Олександрійська дитяча художня школа.
- Олександрійська музична школа.

### Колишні заклади освіти
- Олександрійська філія Кіровоградського інституту регіонального управління та економіки (КІРУЕ)[62][63].
- Олександрійський інститут державного та муніципального управління[64] (створений Класичним приватним університетом та ПП «Гранд-Форум»[65]).
- Спеціальний загальноосвітній навчальний заклад І—ІІ ступенів № 4 імені М. Олефіренка,
- Олександрійська загальноосвітня школа І—III ступенів ПП «Гранд-Форум» (приватна школа).
- Олександрійське професійне–технічне училище № 7
- Олександрійське професійне–технічне училище № 17
- Олександрійське професійно-технічне училище № 33

## Культура

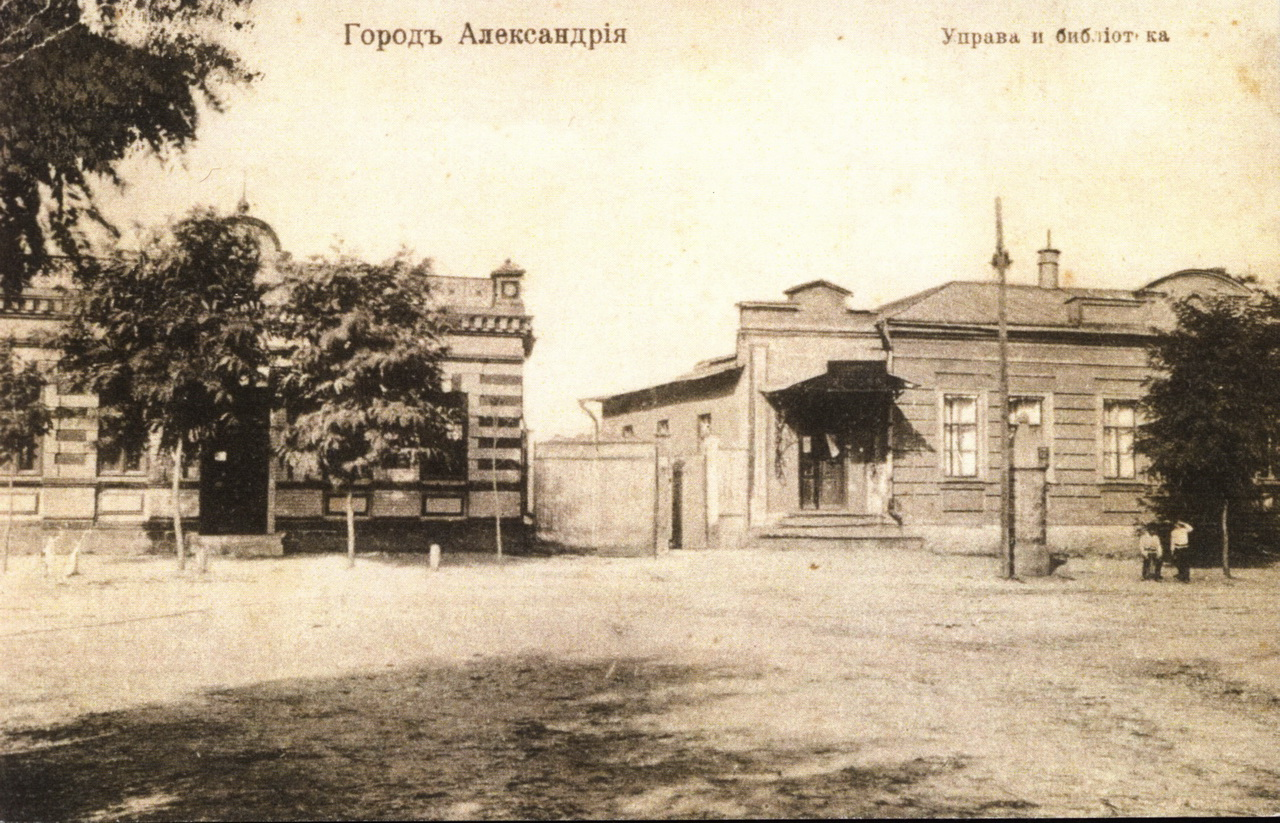
Будівлі управи та першої бібліотеки (листівка початку XX століття)

До мережі закладів культури міста належать 13 бібліотек, що об'єднані в централізовану бібліотечну систему, 2 музеї, 5 клубних закладів. В Олександрії діють 3 музичні колективи: народний хор «Веселка», ансамбль танцю «Віночок».
З 1983 року в місті при музичній школі діяла дитяча філармонія, ліквідована 2010 р. у рамках оптимізації мережі закладів культури.

### Заклади культури

Палац культури «Світлопільський»

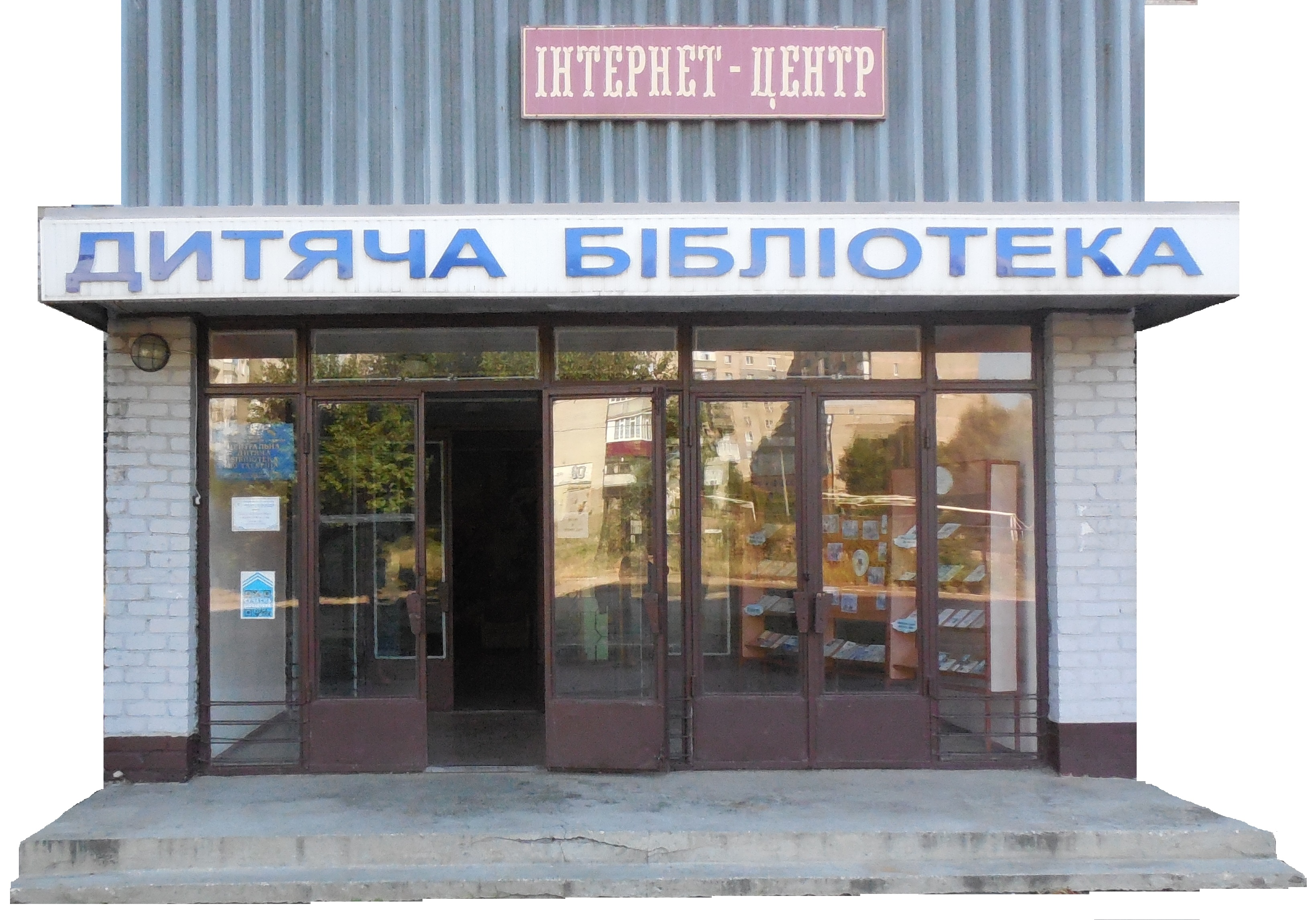
Центральна міська бібліотека для дітей

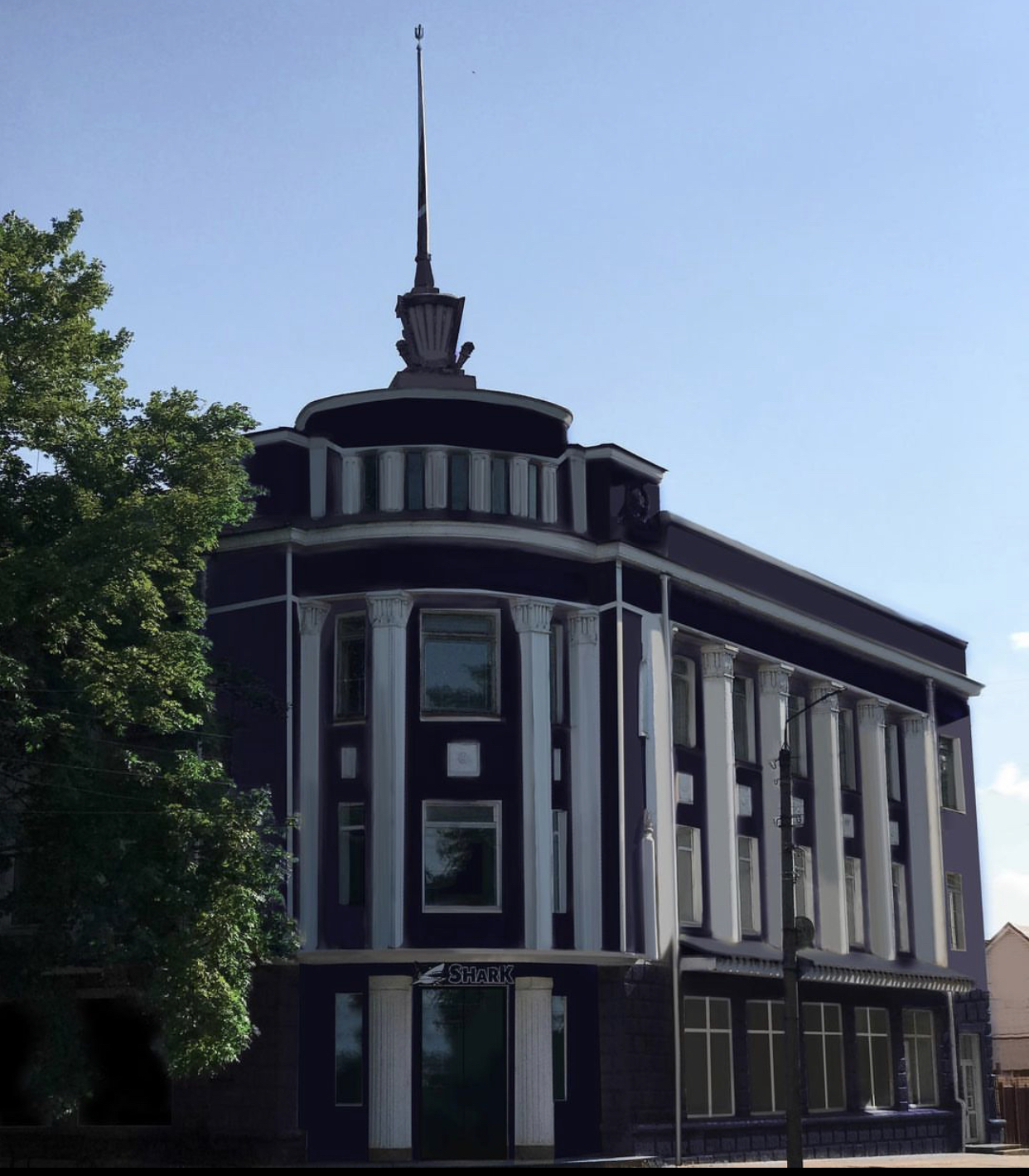
Олександрійський центр сучасного мистецтва

- Олександрійський краєзнавчий музей імені Худякової Антоніни Федорівни — у музеї нараховується більше ніж 15 тисяч предметів основного фонду та 4 тисячі одиниць допоміжного фонду. Структура основного фонду складається з речових, образотворчих, декоративно-прикладних, письмових, нумізматичних, нагрудних знаків, археологічних, фото-фоно, природничих фондів. Наукова та збиральницька робота направлена на розробку основних тем: «Знамениті земляки», «Державотворчий процес на Україні», «Екологія рідного краю».
- Олександрійський музей миру — єдиний в Україні і один з 15 музеїв такого напрямку на планеті. Профіль музею — історичний. У фондах музею миру близько 8 тисяч експонатів. Бібліотека музею нараховує близько 2000 книг. У 1991 році Олександрійський народний музей миру був занесений до каталогу міжнародного центру юнацького туризму (Лондон) як один із найцікавіших оглядових об'єктів Європи.
- Централізована бібліотечна система — історія бібліотечної справи в місті розпочинає свій відлік від 1892 року — року відкриття в Олександрії Херсонської губернії публічної бібліотеки. Фонд ЦБС сьогодні становить 431 тис. примірників книг, понад 130 назв періодичних видань.
- Міський палац культури — центральний заклад культури міста, займає будівлю колишнього міського театру.
- Палац культури «Світлопільський» — колишній палац культури шахти «Світлопільська» об'єднання Олександріявугілля. На початку 2011 року в палаці культури працювали 27 клубних формувань, з них 12 любительських об'єднань та клубів за інтересами, 13 аматорських колективів художньої творчості, фотостудія «Наш формат», фізкультурно-оздоровчий комплекс, боксерський клуб «Еней». Звання «народний» носять театральний колектив, цирковий колектив «Цирк молодих», клуб спортивно-бального танцю «Олександрит», вокальний колектив «Криниченька», естрадний оркестр «Джаз-класик-бенд».
- Інструментальний ансамбль «Мелодія» був створений у 1980 році на базі вищого училища культури. 1987 року — захистив звання народного. З 1993 по 1997 роки — колектив працював у Кіровоградській філармонії. 2000 року було створено комунальний заклад "Міський професійний ансамбль «Мелодія».
- Районний будинок культури на вулиці Діброви.
- Центральна міська бібліотека для дітей — дитяча книгозбірня міста Олександрії; культурно-освітня, виховна, інформаційна установа; центр бібліотечно-бібліографічного обслуговування та організації дозвілля дітей міста.
- Олександрійський центр сучасного мистецтва (ОЦСМ)[67]. Має три великі галерейні зали. Проводить виставки, концерти, виступи. Митці-засновники: Сергій Ґрес, Валентин Кузьменко, Егор Казьмін, Василь Давиденко. зачинено 2023 році один з засновників створив галерею Аван Ґард.
- Аван Ґард - галерея, арт бар, неформальний заклад для неформальної прогресивної молоді, в якому проходять мистецькі події такі як виставки концерти стендапи та інше.  Створена Сергієм та Софією Ґресами.

### Пам'ятники та пам'ятки
У місті встановлено низку пам'ятників і пам'ятних знаків — Тарасу Шевченку, воїнам-афганцям тощо. Велика кількість пам'ятників воїнам та жертвам Німецько-радянської війни, більшість із них встановлено на місцях масових поховань. У місті на обліку перебуває 106 пам'яток архітектури.
26 вересня 2014 року у одній із шкіл було відкрито меморіальну дошку на честь старшого лейтенанта Євгена Танковського, який загинув біля міста Тореза під час війни на сході України.

## Охорона здоров'я

Головний корпус Центральної міської лікарні

Мережа лікувально-профілактичних закладів міста Олександрії включає центральну міську та селищну лікарні, чотири диспансери, станцію швидкої допомоги, санітарно-епідеміологічну станцію та вище медичне училище. Також у місті розташована Олександрійська районна лікарня. В установах охорони здоров'я працює 360 лікарів, серед них 28 мають вищу кваліфікаційну категорію, 98 — першу кваліфікаційну категорію. Всього налічується 1125 медичних працівників.

## Спорт
Головними центрами занять фізичною культурою і спортом у місті є спорткомплекс «Планета-спорт» (колишній плавальний басейн «Дельфін») та Палац спорту, у якому розташовується Дитячо-юнацька спортивна школа № 2.
У місті діють дві дитячі спортивні школи (ДЮСШ), одна з яких підпорядковується управлінню освіти, інша — ФСТ «Україна», та гуртки з різних видів спорту. Також діє дитячо-юнацький футбольний клуб «Кристал».
В Олександрії є два стадіони: головний міський стадіон «Ніка» (7000 місць), і стадіон «Олімп» (мікрорайон Перемога). Також на території Олександрії біля мікрорайону Перемога розташована гоночна траса «Вербова Лоза» на якій проводяться міжнародні змагання авто- і мотогонщиків, а також гонки на виживання. З 1948 року в місті діє футбольний клуб, який зараз має назву ФК «Олександрія». У 2001—2003 роках ФК «Олександрія» виступав у Вищій лізі чемпіонату України з футболу, але 2003 року був дискваліфікований через фінансові складнощі. Тривалий час команда виступала в Першій лізі, а в травні 2011 року виборола право грати в Прем'єр-лізі.

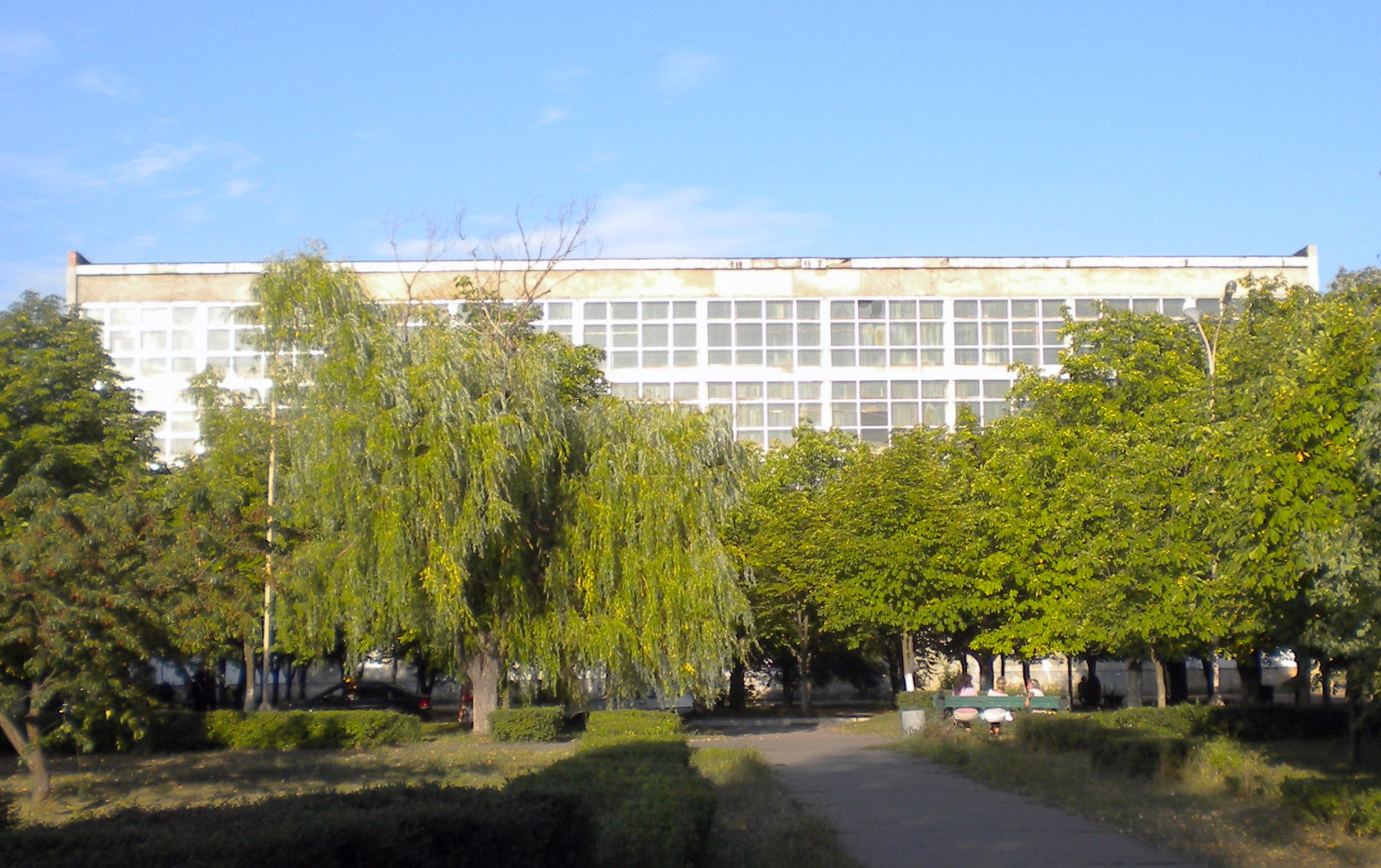
Басейн «Дельфін»
Палац спорту
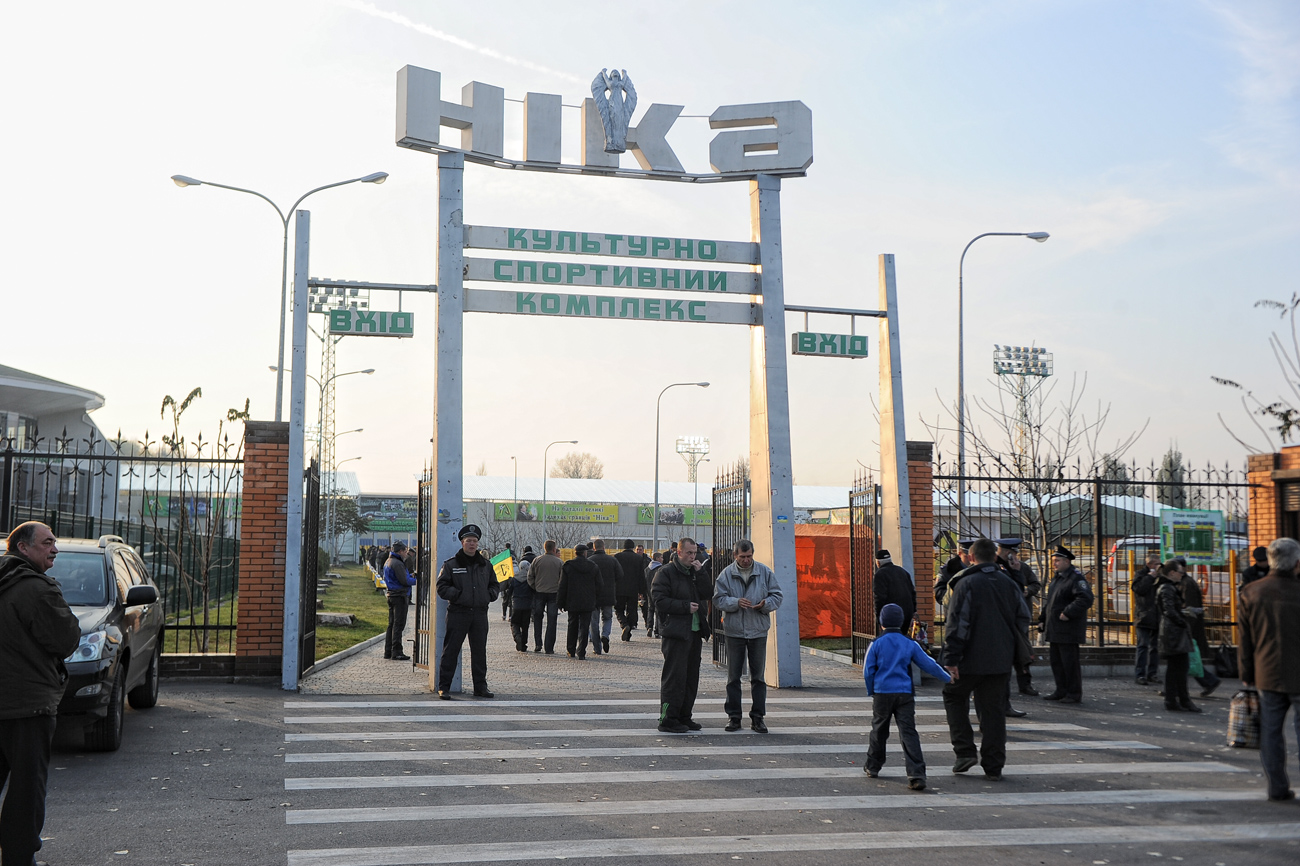
Головний вхід до КСК «Ніка»

### Видатні спортсмени з Олександрії
- Латиш Микола Іванович — український і радянський футболіст та футбольний тренер.
- Місютін Григорій Анатолійович — гімнаст, чемпіон Олімпійських Ігор Барселони, чотирикратний срібний олімпійський призер 1992 року, бронзовий призер Олімпійських Ігор в Атланті
- Квачук Олександр Вікторович — велогонщик, майстер спорту міжнародного класу, чемпіон світу
- Бендеров Максим Васильович — майстер спорту міжнародного класу, Чемпіон Світу та Європи бойові мистецтва

## Відомі особи
- Артамонова Віра Климівна — лікарка, письменниця
- Бендеров Максим Васильович — український спортсмен та військовик, Чемпіон України з панкратіону, старший розвідник підрозділу спеціального призначення ГУР МО України. Загинув у ході антитерористичної операції.
- Білль-Білоцерковський Володимир Наумович — письменник, драматург.
- Гарасюта Микола Федорович — винахідник, член-кореспондент Академії наук УРСР.
- Гончаренко Іван Іванович (1992—2024) — капітан Збройних сил України, учасник російсько-української війни.
- Гороховатський Ярослав Борисович — хімік, член-кореспондент Академії наук УРСР.
- Григор'єв Матвій Олександрович — повстанський отаман Степової України, організатор найбільшого антикомуністичного повстання на Півдні України (1919), самопроголошений Гетьман Вільної України (1919)
- Діброва Ілля Данилович — ватажок партизанського руху України і Словаччини.
- Зейналов Едуард Джангірович — політик, державний службовець, народний депутат 5-го і 6-го скликань, голова Кіровоградської облдержадміністрації (2005—2006).
- Кошовий Петро Кирилович — маршал, двічі Герой Радянського Союзу.
- Кравченко Юрій Федорович — міністр внутрішніх справ України.
- Кузнєцова Наталія Валеріївна (1993—2024) — молодший сержант Збройних сил України, учасниця Революції Гідності і російсько-української війни.
- Кучеренко Володимир Вікторович (1977—2024) — актор київського театру «Тотеатр», фінансовий директор Центру контент-аналізу. Учасник російсько-української війни.
- Ненько Ігор Анатолійович — перший українець, який переплив Ла-Манш.
- Нечерда Борис Андрійович — український поет-дисидент.
- Никифоров Василь Миколайович — олександрійський священик, історик-краєзнавець.
- Носенко Надія Сергіївна (1918, Олександрія — 2010) — українська скульпторка.
- Охапкін Олександр Ігорович — український художник, іконописець.
- Пестушко Костянтин — головний отаман Холодноярської республіки, отаман Степової дивізії, видатний діяч Української революції
- Півняк Геннадій Григорович — доктор технічних наук, ректор Національного гірничого університету України.
- Плужников Ігор Олександрович — український економіст, підприємець та політик, народний депутат 4-го скликання. Засновник українського телеканалу «Інтер».
- Попов Леонід Іванович (1945—2023) — 47-й космонавт, двічі Герой Радянського Союзу.
- Романов Володимир Павлович — географ, мандрівник, декабрист.
- Рябченко Сергій Васильович (1923—1992) — радянський і український художник, один із провідних графіків України.
- Секунда Шолом — єврейський композитор США.
- Степняк-Кравчинський Сергій Михайлович — письменник, народник, революціонер.
- Феденко Панас Васильович — політичний діяч, історик, публіцист.
- Фокін Вітольд Павлович — перший прем'єр-міністр України.
- Худякова Антоніна Федорівна — військова льотчиця, Герой Радянського Союзу (1945), директорка Олександрійського краєзнавчого музею.
- Цівчинська Алла Аполлонівна (1912—1997) — українська письменниця.
- Чернов Леонід Кіндратович — український поет і прозаїк.
- Чижевський Дмитро Іванович — славіст і літературознавець.
- Шульга Інна Антонівна — краєзнавиця, засновниця й директорка Олександрійського музею миру.
- Юра Гнат Петрович — актор і режисер.

## Міста-побратими
- Бат, Велика Британія (11 серпня 2023)[71]
- Рамат-Ган, Ізраїль (2017)[71]
- Сан-Кугат-дал-Бальєс, Іспанія (16 листопада 2016)[71]
- Сіньї[d], КНР (28 червня 2002)[71]
- Тервел, Болгарія (2010)[71]
- Яроцин, Республіка Польща (17 жовтня 2003)[71]

## Галерея

Комерційна забудова початку 2020-тих років. На розі Соборного проспекту та вулиці Софіївської
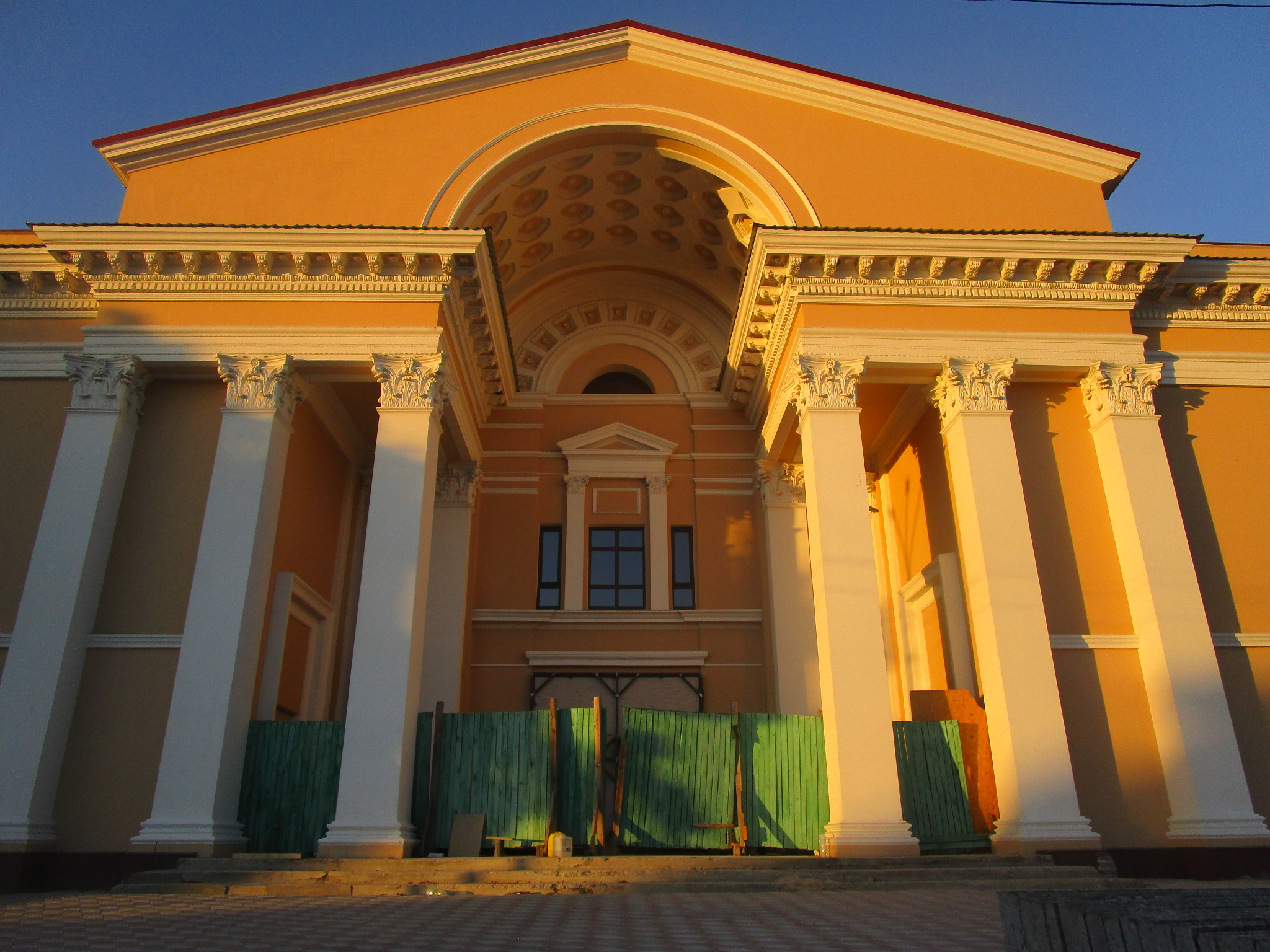
Соборна площа. Колишній кінотеатр «Жовтень»
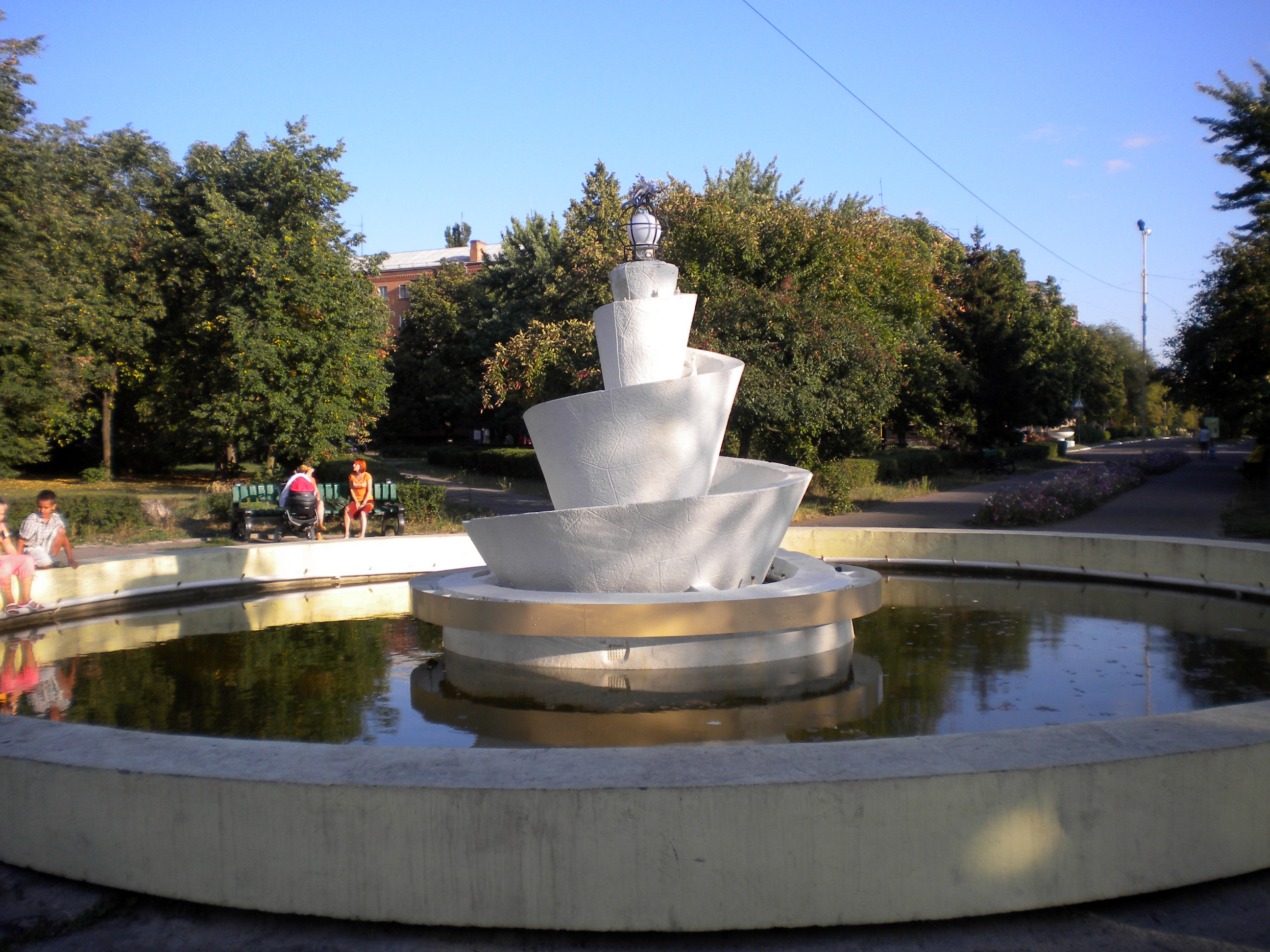
Фонтан на Соборній площі(2009)
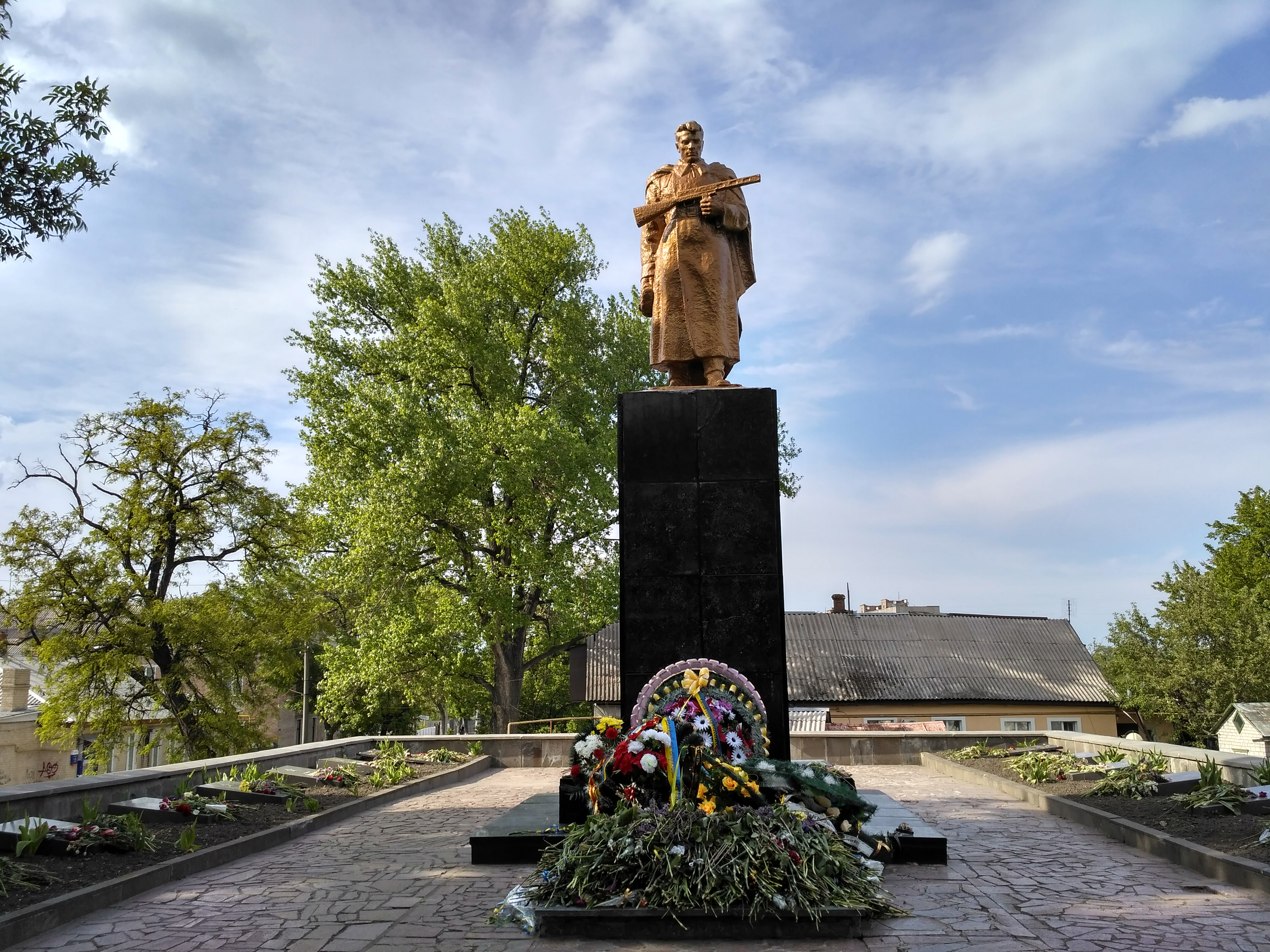
Пам'ятник Невідомому солдатові (травень 2016)
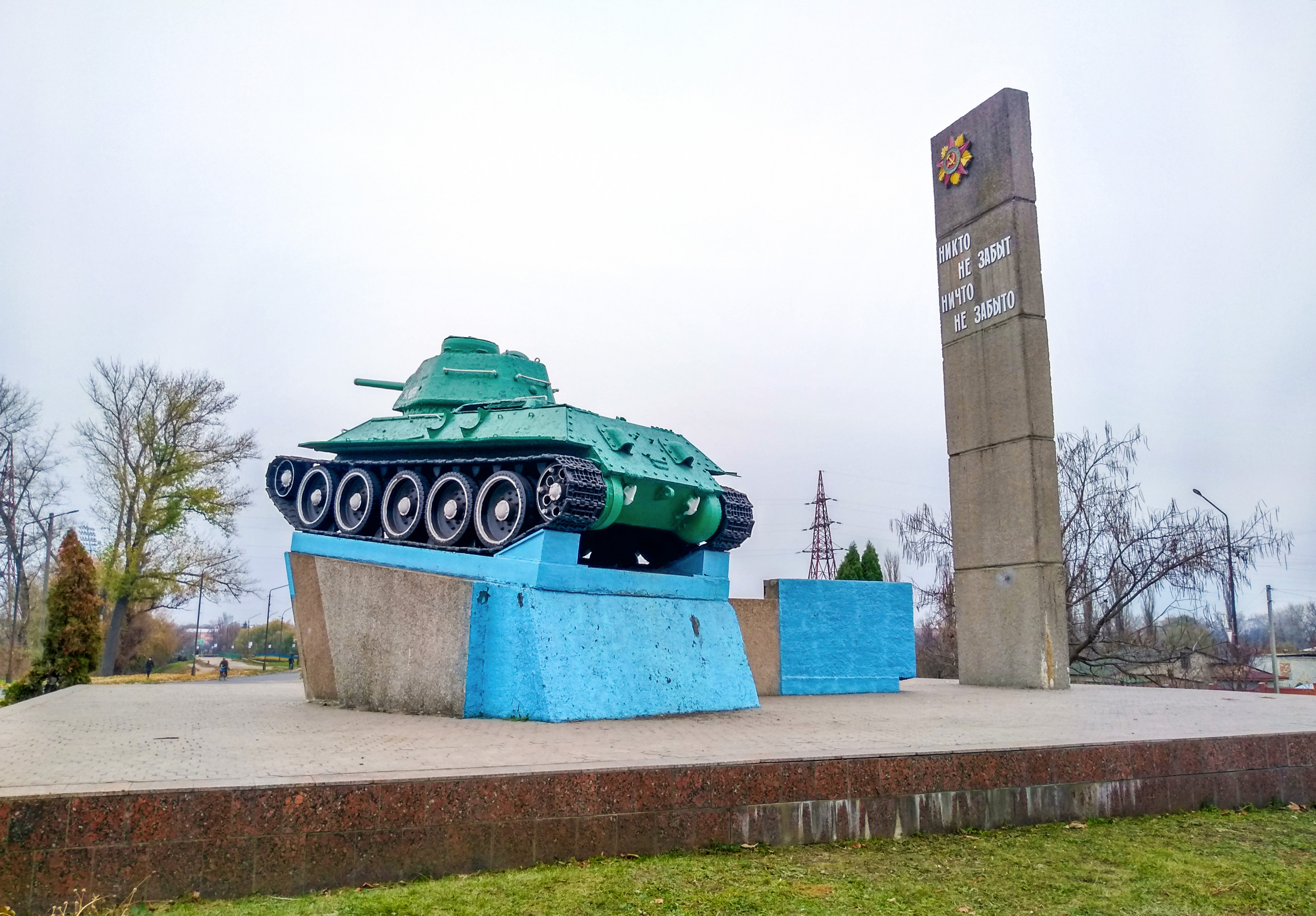
Пам'ятник Т-34
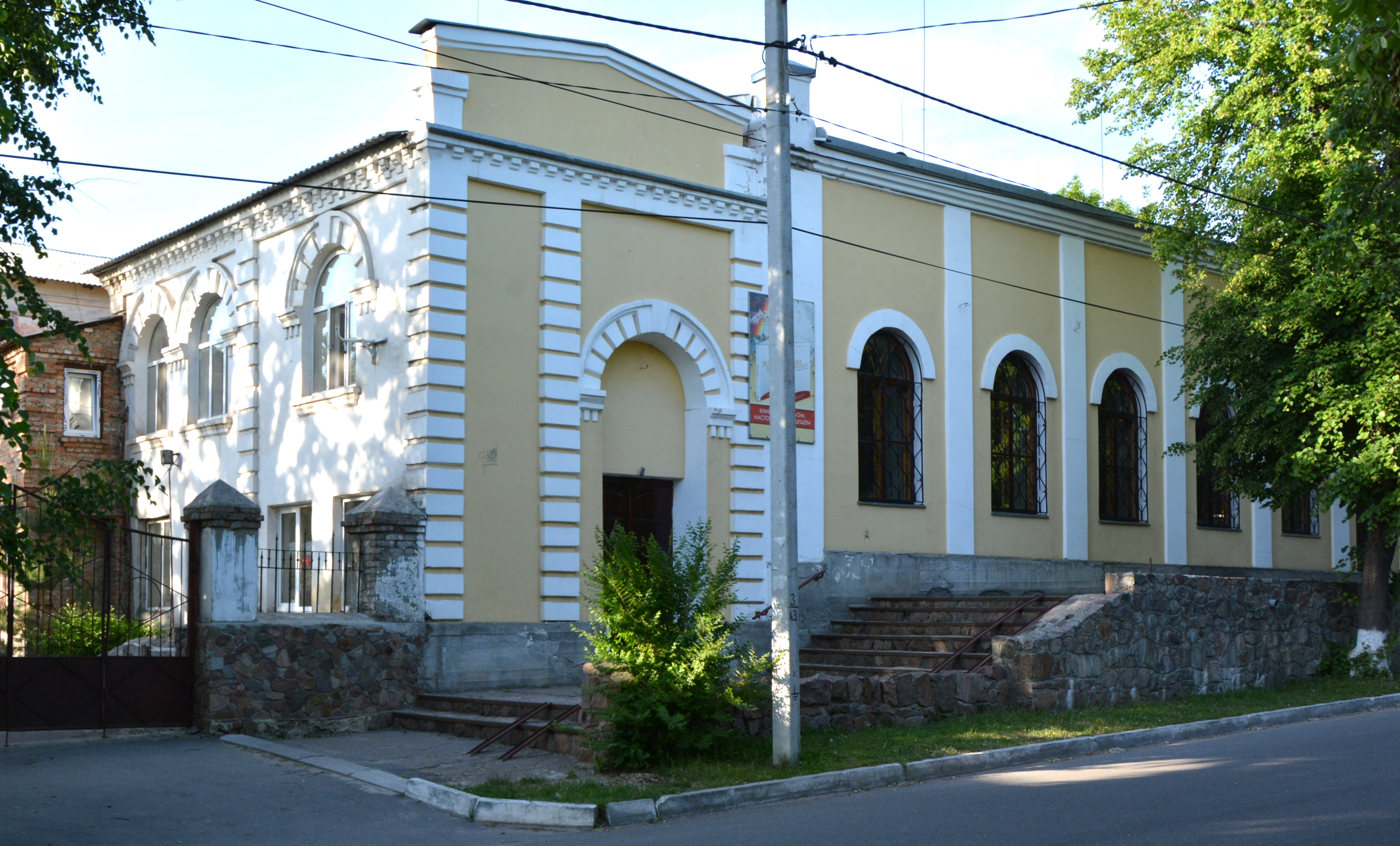
Приміщення колишньої синагоги «Бешмедріс»
Будівля універмагу «Гірник» на Тинді (проспект Соборний)
Колишній Будинок культури мікрорайону «Перемога»
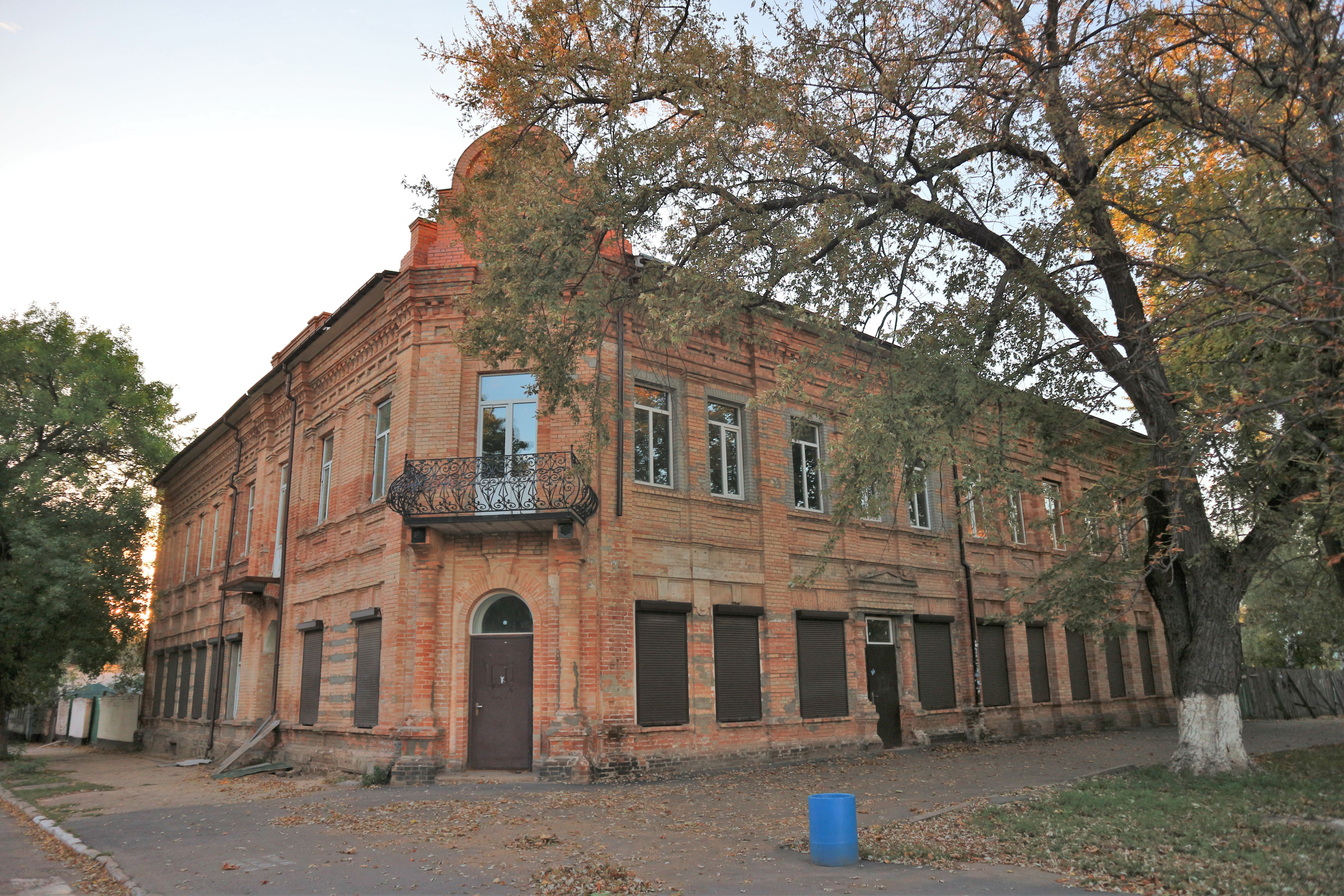
Колишня дієтїдальня на Соборному проспекті
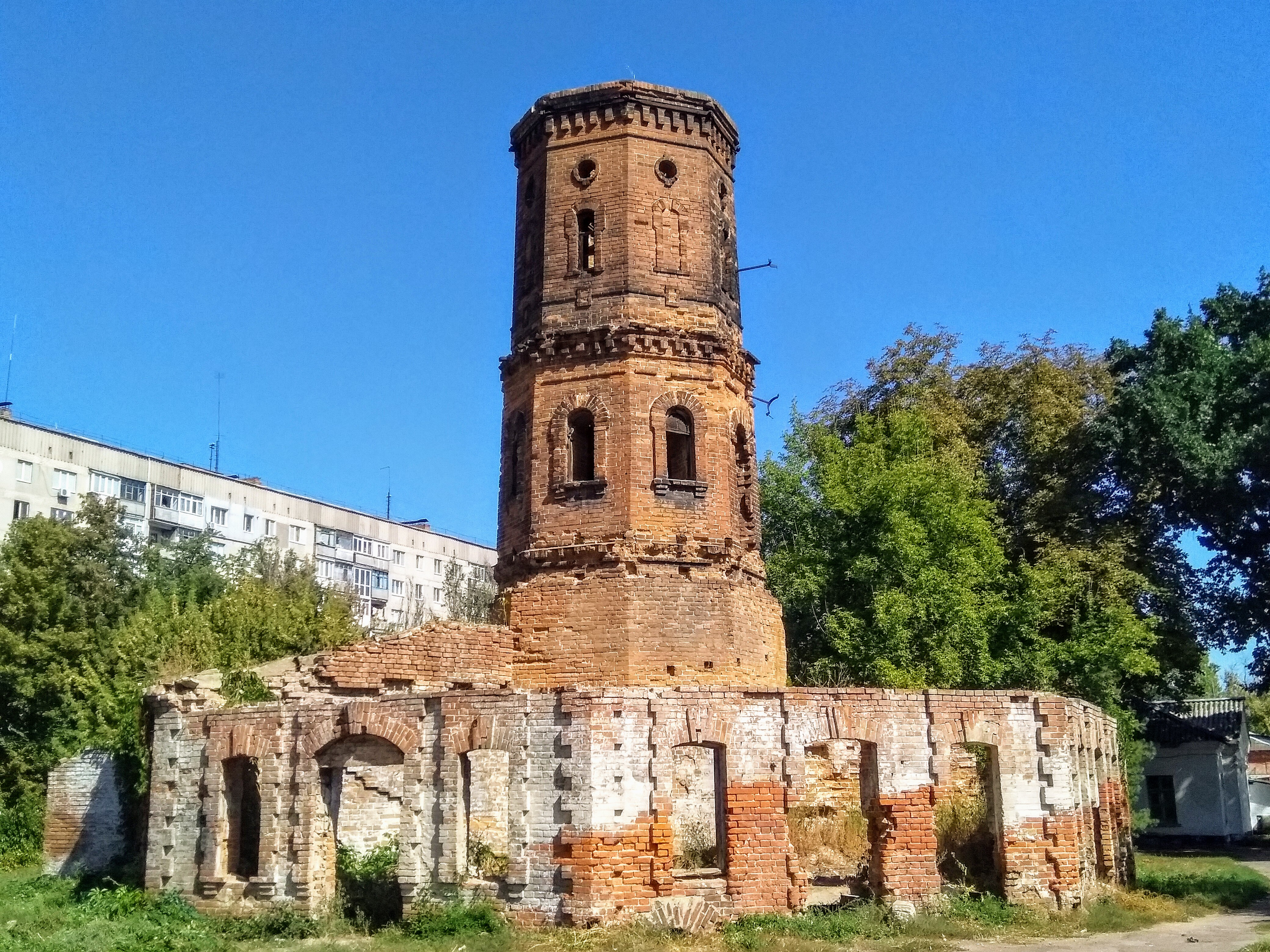
Водонапірна вежа на території міської лікарні
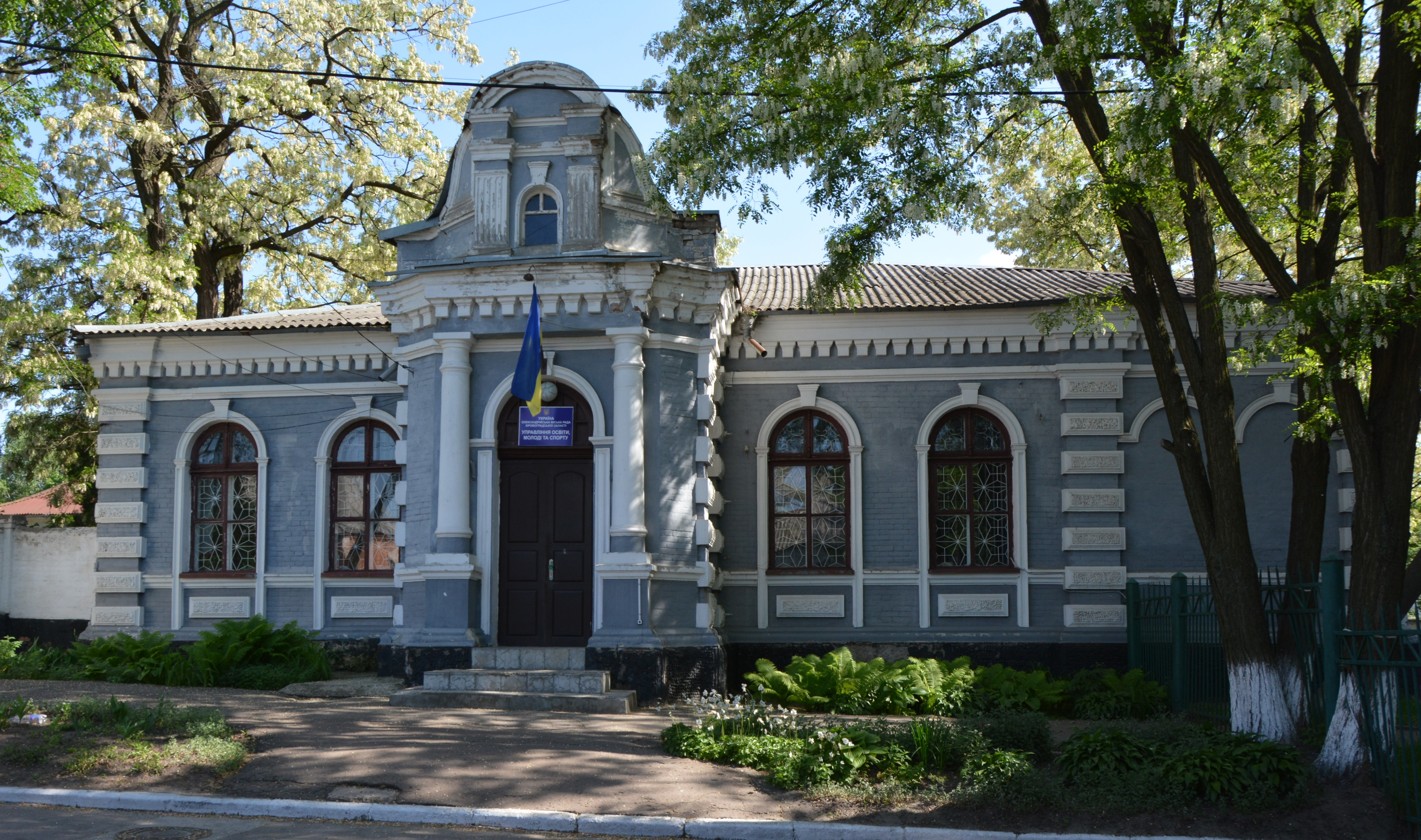
Міське управління освіти

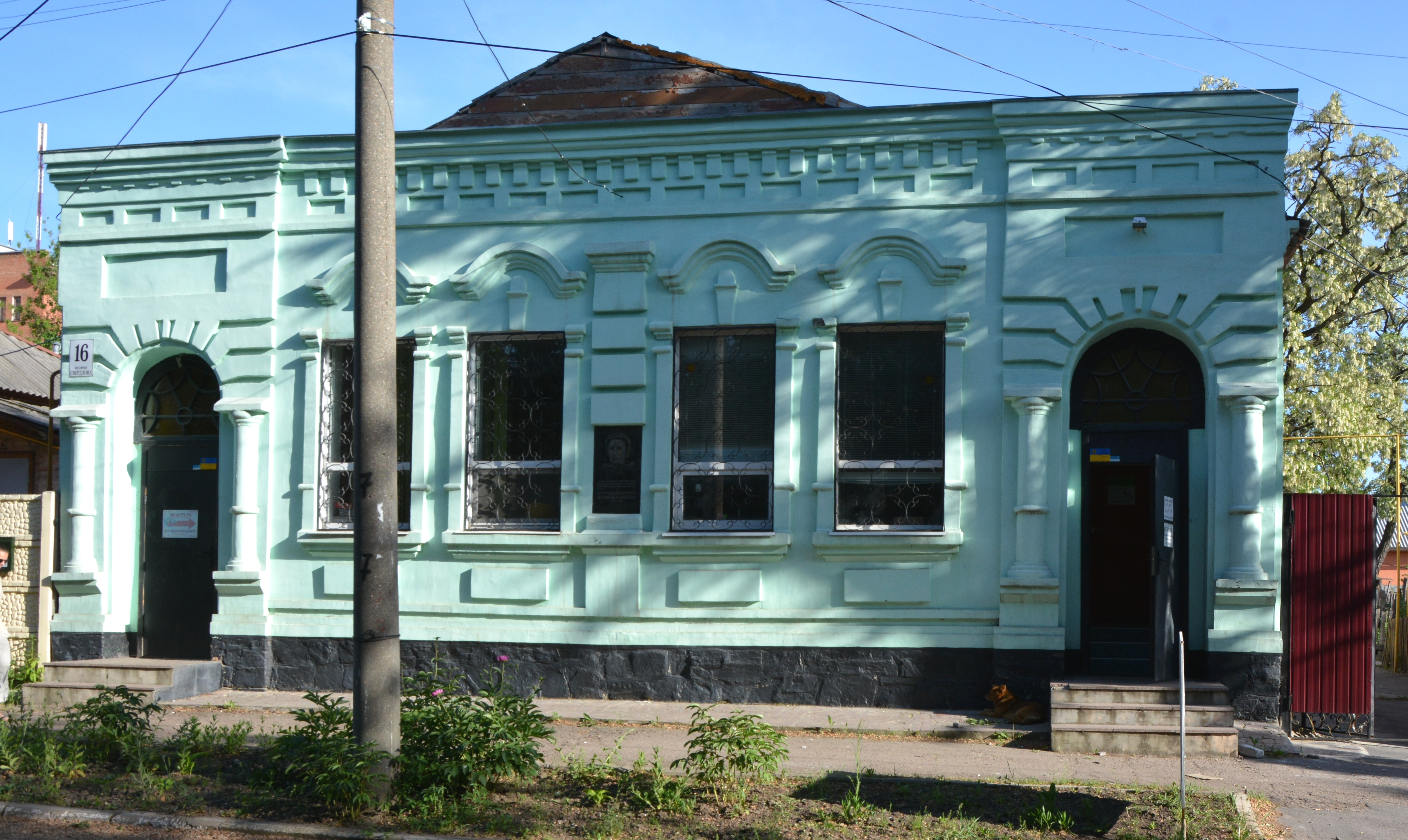
Будинок середини XIX століття на Бульварній вулиці
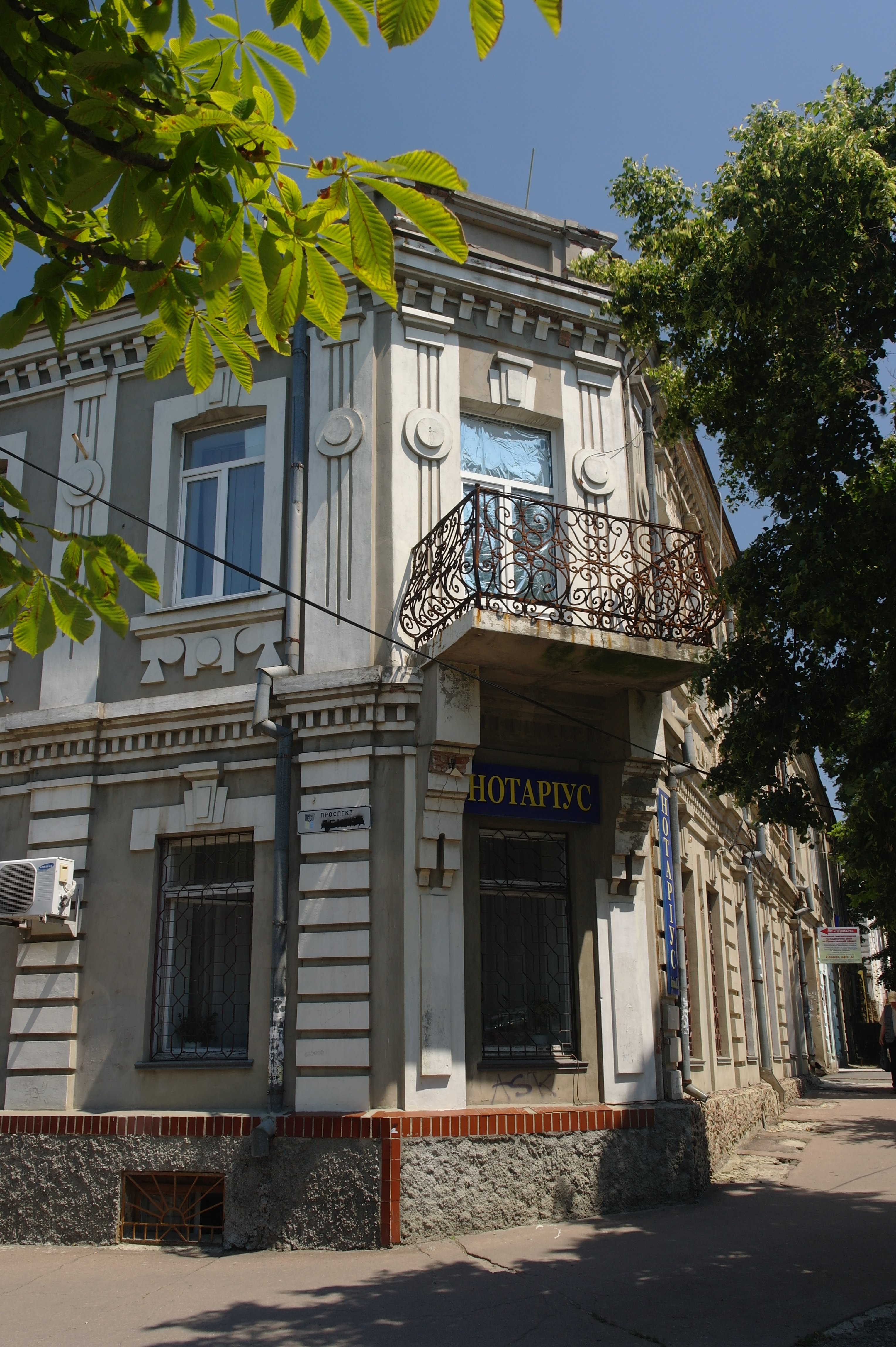
На перетині Соборного проспекту та вулиці Першотравневої
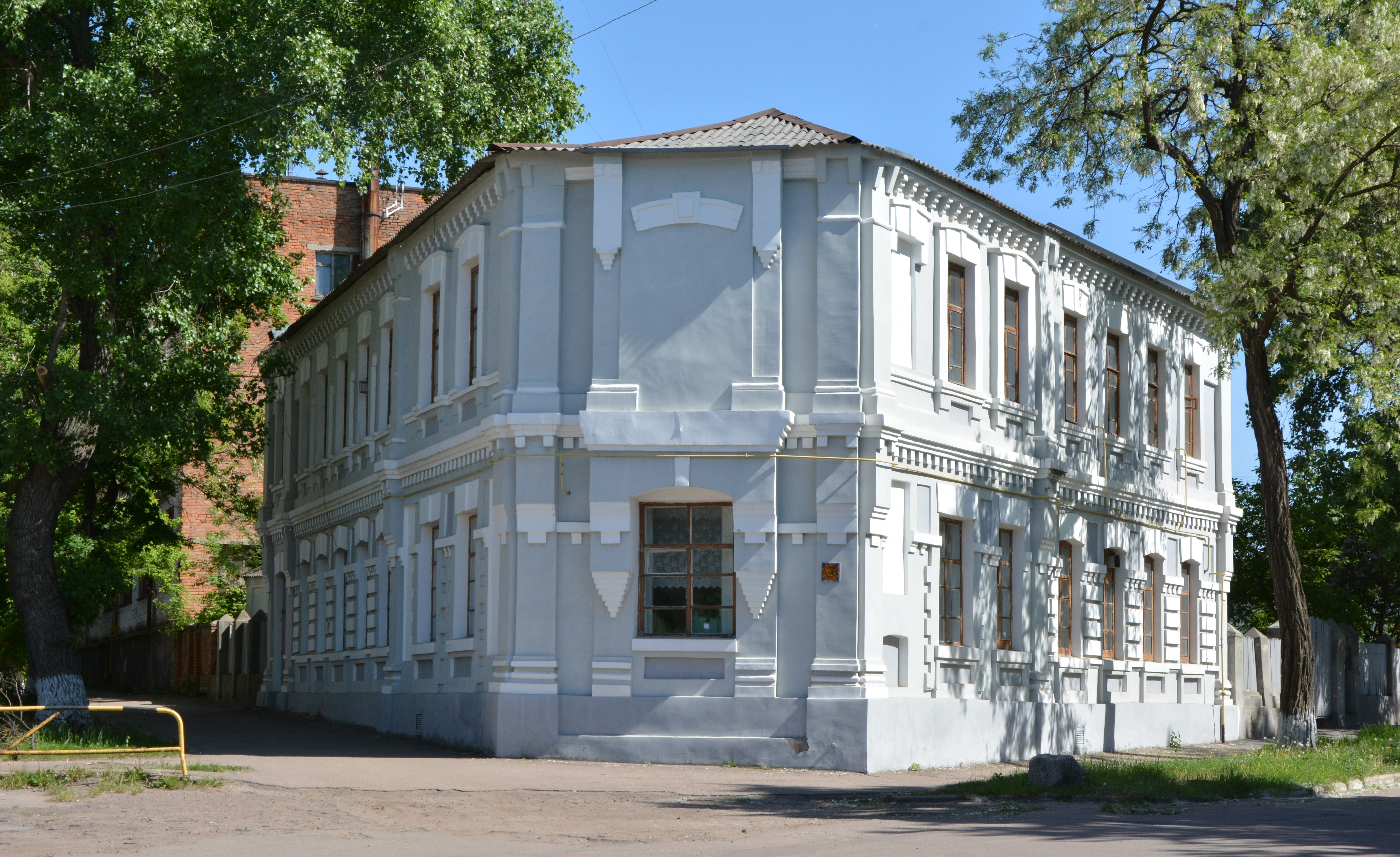
Один з корпусів медичного училища
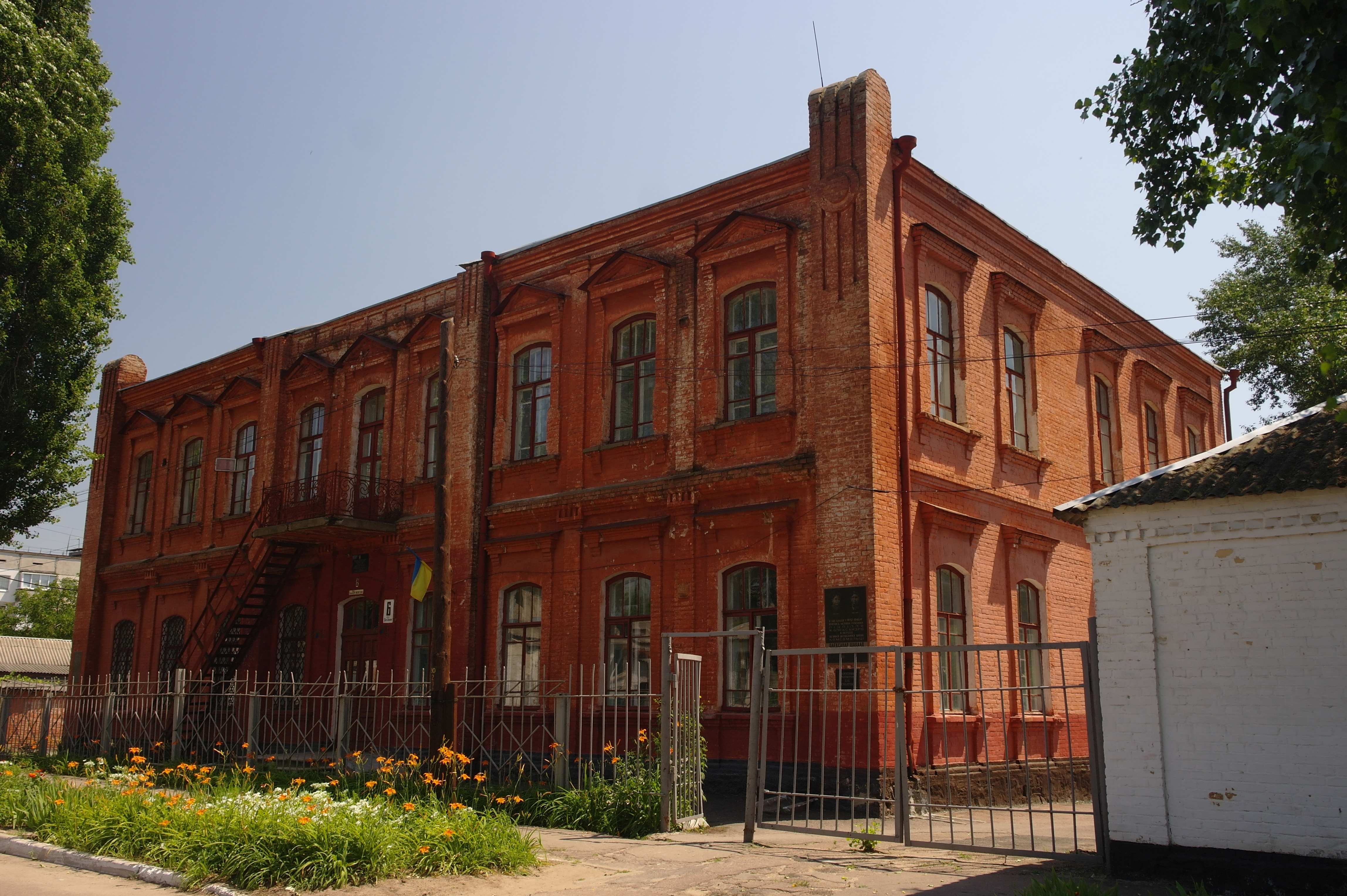
Школа Івана Чиркіна
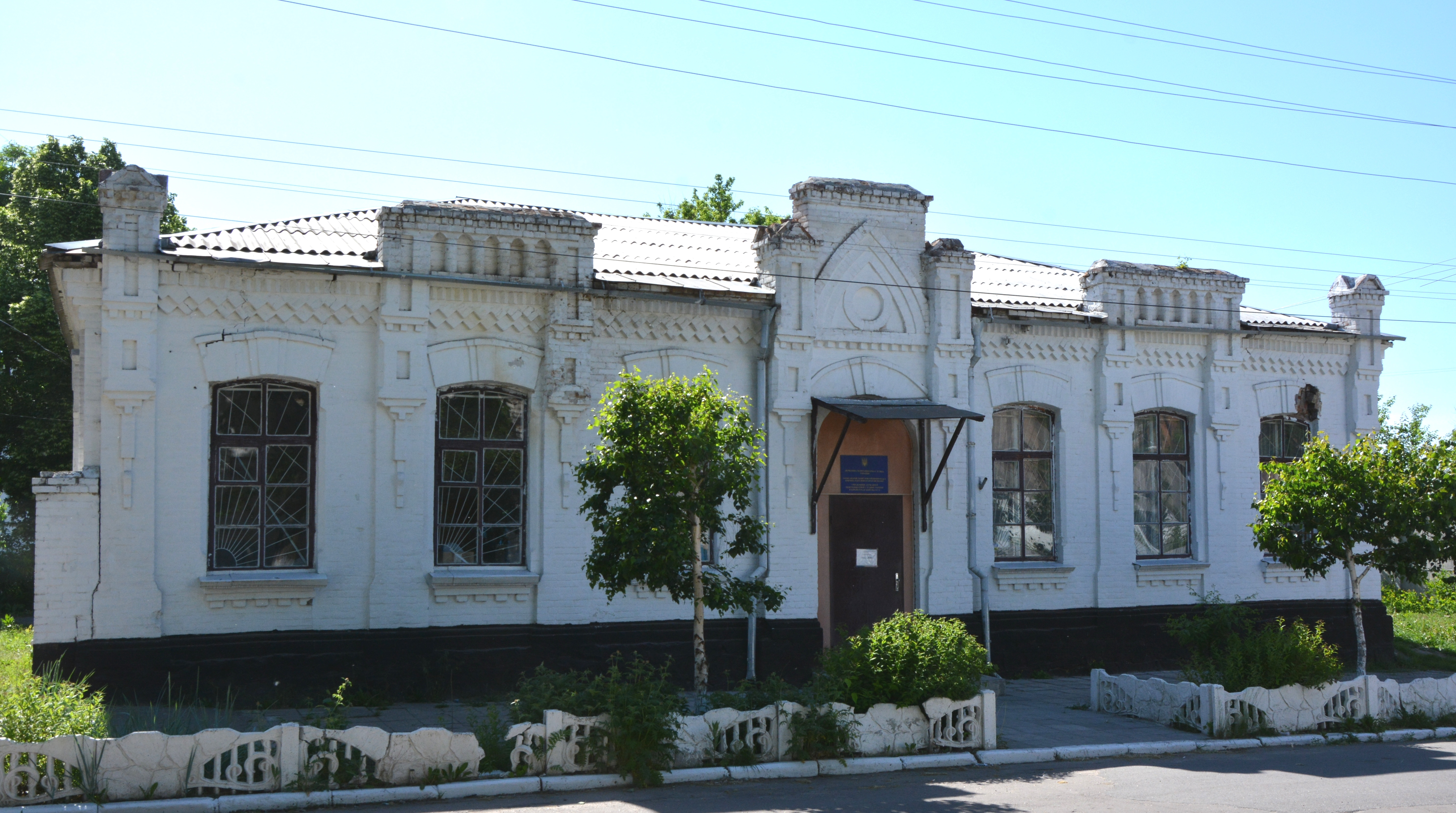
Призовна дільниця
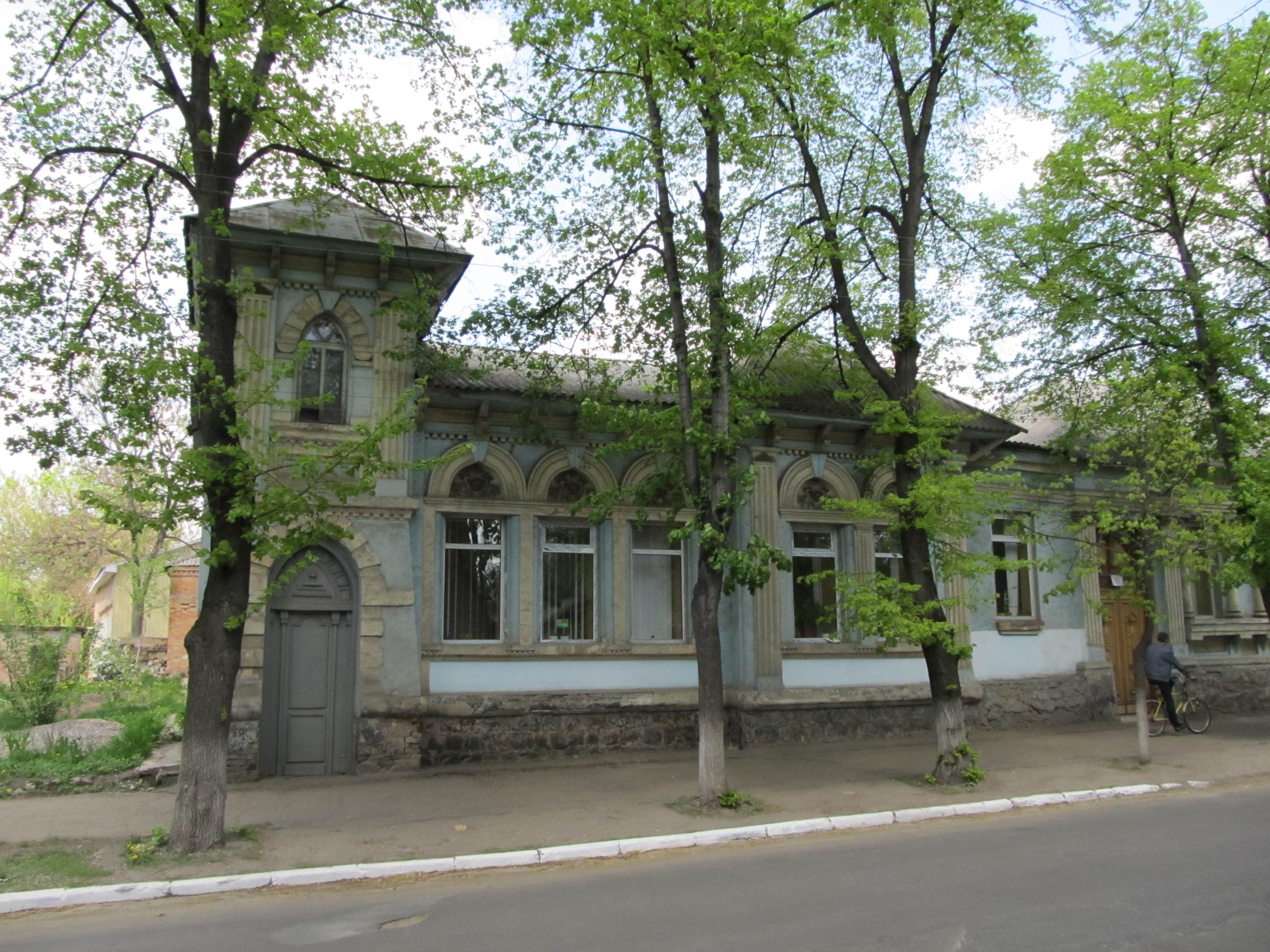
Будинок Штромберга
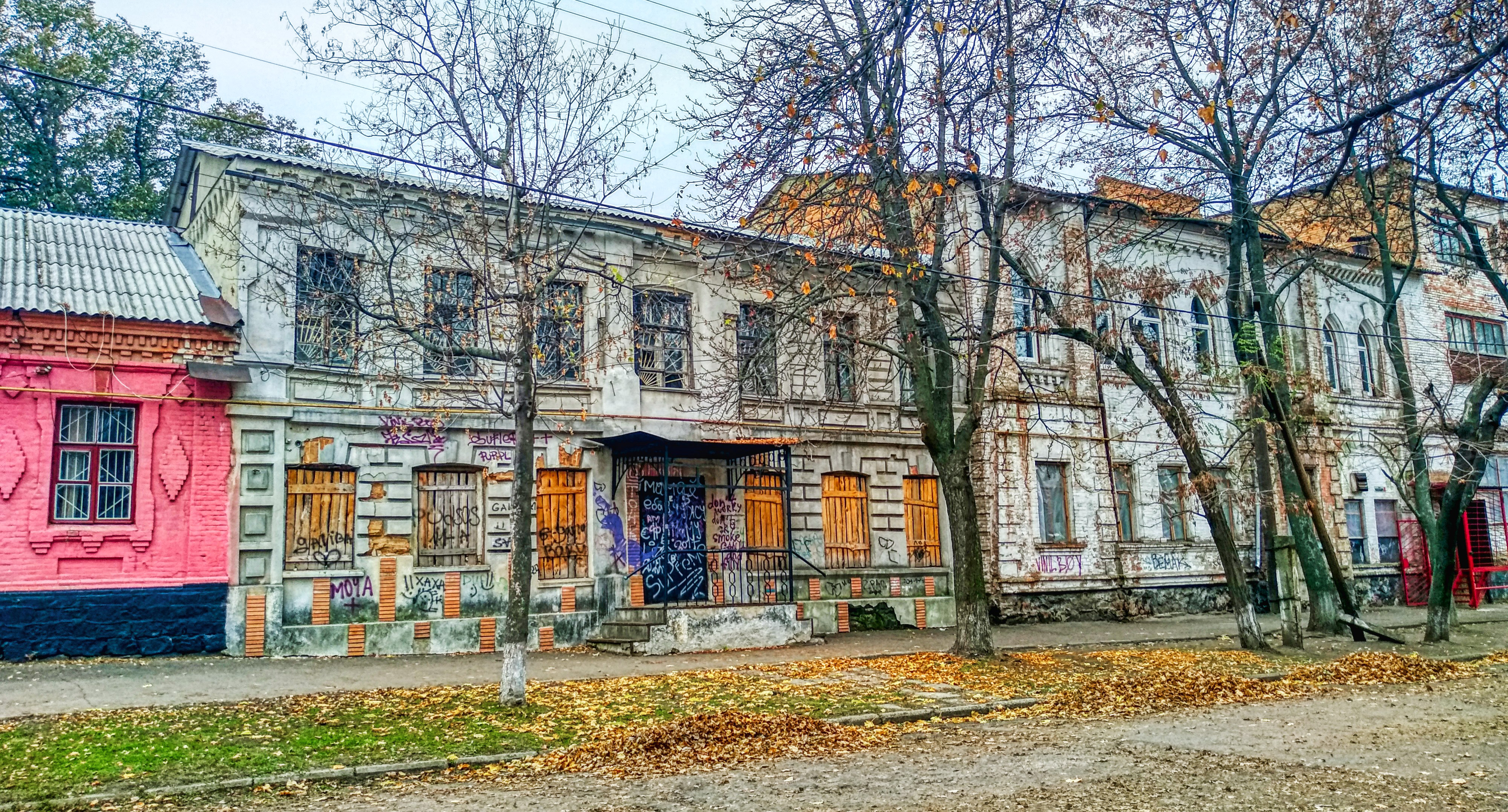
Забудова на вулиці Чижевського
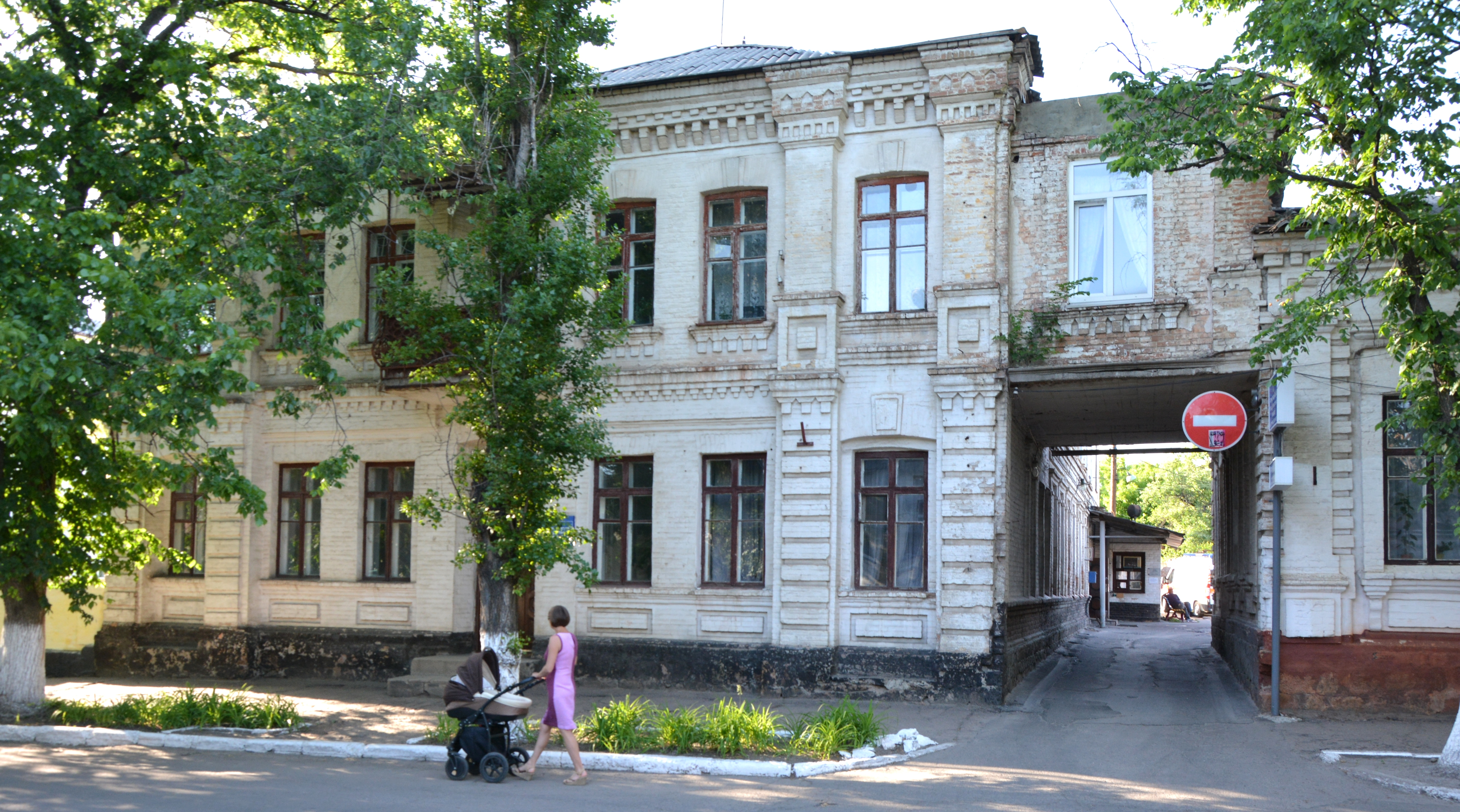
Станція швидкої меддопомоги
Центральна площа, 2009 рік